# 快盜戰隊魯邦連者VS警察戰隊巡邏連者
《快盜戰隊魯邦連者VS警察戰隊巡邏連者》是由日本東映製作的《超級戰隊系列》第42部特攝作品。於2018年（平成30年）2月11日至2019年2月10日期間每週日上午9時30分在朝日電視台首播。略稱「魯邦巡邏」（ルパパト）。

## 作品特色
- 本作主要特色
  - 《超級戰隊系列》史上首次以雙主力戰隊模式進行故事的電視劇集作品[1]，也因此使得劇情呈現為『戰隊 VS 戰隊 VS 惡役』的對決模式[2]，也因此使用[VS]來書寫作品標題[3]。
  - 《超級戰隊系列》首次初期成員採用3人+3人的組合。
  - 首次採用许多和法国相關的文化和風格設定[4]。
  - 首次出現擁有雙重戰隊身份兼且能變身成不同戰隊的不同顏色戰士的追加戰士[5][6]。
  - 第三次出現無角色唱名，而是直接喊出變身後代號[7]。
  - 第四次出現無讀出該集標題。
  - 第五次出現利用器具使機組巨大化的設定，更是再次使用飛行用（魯邦連者）和陸上用（巡邏連者）交通工具型機組作為變身器具。
  - 繼《未來戰隊時間連者》、《忍風戰隊破裏劍者》、《魔法戰隊魔法連者》、《侍戰隊真劍者》、《手裏劍戰隊忍忍者》和《宇宙戰隊九連者》後再次出現一名以上的紅色戰士成員，更是首次初期就出現兩名紅色戰士成員[8]。
  - 巨大機器人——「魯邦凱撒」和「巡邏凱撒」的駕駛座椅首次為水上摩托車的形式設計[9]，更是首次於電視版出現一個機組能與任何一支戰隊組合成一個巨大機器人的設定。
  - 繼《炎神戰隊轟音者》後，睽違10年後再次出現巨大機器人合體完成後，駕駛艙轉移至頭部的設定[10]。
  - 以往巨大機器人打倒巨大化的敵人後均會有該機器人的特寫，但本作為超級戰隊首次打倒巨大化的敵人後將機器人解體至原本的機組。
  - 繼《未来戰隊時間連者》、《魔法戰隊魔法連者》、《天裝戰隊護星者》、《海賊戰隊豪快者》、《手裏劍戰隊忍忍者》和《宇宙戰隊九連者》後再次在劇中出現在同一組合之下擁有多於一種機器人形態的巨大機器人[11]。
  - 繼《救急戰隊GOGOＶ》、《魔法戰隊魔法連者》、《炎神戰隊轟音者》及《烈車戰隊特急者》後再次出現完全由鐵路列車組成的巨大機器人。
  - 因兩組戰隊對應著主題『快盜&警察』，也因此角色姓名上亦與主題相關[12]，同時這也是繼《魔法戰隊魔法連者》後，睽違13年後再次以戰士的名字中使用首字連音。
  - 再次回歸到作品標題即是主題曲名，同時繼最初作《秘密戰隊五連者》後再次由男女合唱作品的主題曲，亦是《超級戰隊系列》第四位參與主唱作品片頭曲的女性歌手[13]，同時亦是《超級戰隊系列》史上首次沒有常規片尾曲的系列作[14]。
  - 敵役組織Gangler的角色設計概念主要是以『武器、兵器』為主，另外混入「動物」的要素（幹部3人為恐龍）。
  - 兩個戰隊的紅色戰士並非為各自戰隊中身高最高的戰士，但變身後就反而成為身高最高的戰士，這是超級戰隊中非常罕見的情況。
  - 繼《獸電戰隊強龍者》後，睽違5年後再次使用手槍型變身器。
  - 前幾部系列作的聯動劇場版中新作角色會在片段劇情中以聲演+變身後樣貌的方式提前亮相，但本作只在自2012年開始的超英雄祭登台亮相。
  - 機組跟5年前的《獸電戰隊強龍者》一樣同一台機體在合體時能視情況擔任左右手。
  - 怪人與12年前的《轟轟戰隊冒險者》一樣，魯邦珍藏[15]為怪人戰力及特殊能力的來源。魯邦珍藏被魯邦連者奪走後會減弱怪人的戰力。
  - 繼《侍戰隊真劍者》真劍黃花織琴羽16歲生日、《特命戰隊Go Busters》Yellow Buster宇佐見洋子17歲生日、《烈車戰隊特急者》特急3號夏目美緒11歲生日及去年《宇宙戰隊九連者》天秤金巴蘭斯300歲生日後，第五個有戰隊成員渡過生日情節的作品（魯邦黃早見初美花渡過19歲生日）。
  - 第5話中飾演Bundoruto・Pegi人類形態的演員水野直所說出的口頭禪正是原自於《超人力霸王系列》的系列作《超人力霸王捷德》主角朝倉陸的口頭禪[16]，而水野直本身亦在該劇中客串飾演銀河市場店長 - 久米春夫。
  - 劇情嚴重受到玩具商萬代影響，許多預訂發售專屬於警察戰隊巡邏聯者的商品被硬修改給快盜戰隊魯邦連者使用，導致玩具造型跟聲光效果格格不入，但進入大結局前，本作編劇將所有被快盜戰隊魯邦連者奪去的設定完璧歸趙，還給警察戰隊巡邏連者使用。
- 快盗戰隊魯邦連者的特色：
  - 首次採用「怪盜」作為主題，同時本作繼《海賊戰隊豪快者》後，睽違7年後再次採用「盜賊」作為主題的戰隊。
  - 自從1984年的《超電子生化人》以來，迎來《超級戰隊系列》史上第18個的女性黃色戰士。
  - 繼《烈車戰隊特急者》後，睽違4年後再次將女性黃色戰士設定為初期成員，同時這也是2010年代第五位女性黃色戰士。
  - 繼《秘密戰隊五連者》、《JAKQ電擊隊》、《戰鬥狂熱 J》、《未來戰隊時間連者》和《特命戰隊Go Busters》後，第六支出現非黑色眼罩的戰隊（不包括追加戰士）。
  - 繼《秘密戰隊五連者》、《JAKQ電擊隊》和《魔法戰隊魔法連者》後，第四次出現披風戰士的戰隊。
  - 繼《特命戰隊Go Busters》後，睽違6年後再次出現「紅、藍、黃」的3人初期成員顔色組合。
  - 繼前三作《手裏劍戰隊忍忍者》前者後，再次以藍色戰士設定為最年長的初期成員（實際上是演員的年齡）。
  - 另外值得一提的是，因早見初美花/魯邦黃的飾演者為原『早安少女組。』出身的工藤遙的關係，使得魯邦黃的相關商品因此在日本銷售一空。
  - 飾演夜野魁利 / 魯邦紅的伊藤明日陽是《超級戰隊系列》史上首位出生於2000年代的紅色初期戰士演員[17][18]。
  - 首次在發動必殺技時，會使出分身術的設定。
  - 繼《五星戰隊大連者》、《忍者戰隊隱連者》、《超力戰隊王連者》、《激走戰隊車連者》、《電磁戰隊百萬連者》、《未來戰隊時間連者》、《爆龍戰隊暴連者》、《魔法戰隊魔法連者》、《炎神戰隊轟音者》、《侍戰隊真劍者》、《特命戰隊Go Busters》、《手裏劍戰隊忍忍者》、《動物戰隊獸王者》和《宇宙戰隊九連者》後再次出現由紅戰士專屬的戰鬥機器人。
- 警察戰隊巡邏連者的特色：
  - 繼《特搜戰隊刑事連者》後，睽違14年後再次採用「警察」作為主題的戰隊，同時繼該戰隊後利用數字手勢為唱名表示[19]。
  - 《超級戰隊系列》史上首支無藍色戰士的戰隊。
  - 《超級戰隊系列》史上首支初期三人成員中有綠色戰士及粉紅色戰士的戰隊。
  - 繼《JAKQ電擊隊》、《戰鬥狂熱 J》、《電擊戰隊變化人》和《獸電戰隊強龍者》後，第五支初期成員沒有黄色戰士的戰隊。
  - 繼《獸電戰隊強龍者》後，睽違5年後再次有外籍演員擔當劇情常駐角色。
  - 首次由外籍演員擔任指揮官角色。
  - 繼《天裝戰隊護星者》後，睽違8年後再次以粉紅色戰士設定為最年長的女性初期成員（實際上是演員的年齡）。
  - 第九支不以顏色為代號的戰隊，更是繼第七作後再次以數字為代號的戰隊。
  - 第六次出現二代戰士。
  - 繼前二作《動物戰隊獸王者》後再次出現三色戰士，更是首次出現發動必殺技時，身體會融為一體的設定。
  - 系列作相當難得一見地出現成員皆因劇情的關係出現性別轉換後的樣貌[20]。

## 故事概要
稀世大快盗「亞森·魯邦」所有的不可思議寶物「魯邦珍藏」，遭到異世界的僵格拉奪走了！
誓奪寶藏、同時為奪回失去之人而華麗般於天空舞動的「快盜戰隊魯邦連者」！以及心懷打倒僵格拉，行走在正義之道並保護世界和平的「警察戰隊巡邏連者」！
超級戰隊系列史上首次雙戰隊同時登場！！前所未見般衝擊的戰鬥，現打開序幕....！！你會選擇支持哪一方？？

## 登場角色

### 快盜戰隊魯邦連者
由亞森·羅蘋的後裔所挑選出的3名年輕人，通常都會以法式餐館「BISTROT Jurer」員工身份作為掩護。
作為被民眾視為英雄的俠盗，為了從異世界犯罪者集團 —— 僵格拉那裏回收魯邦珍藏及奪回重要之人而行動，也因此三人之間立下「不管誰倒下，剩下的人就必須繼續完成一切」的約定。
對僵格拉怪人的對決台詞為『下達預告。你的寶物將被我們取走了！』，戰鬥勝利時的台詞『永遠地....Adieu』。
三人的身份曾於第8話時差點被巡邏連者揭穿，直至第48話三人與Doguranio戰鬥前為了救回諾爾並終結一切而脫下面具及帽子，令三人的身份因而公諸於世，而三人亦因而無法繼續以「BISTROT Jurer」作為藏身點，藏身點亦改為一間大屋。
第50話時因為與Zamigo決鬥而被困在Doguranio的金庫內，直到第51話大結局時才得到頭獎前鋒的協助下才脫困。但三人儘管成功將僵格拉所掠奪的魯邦珍藏全數回收，但因為仍需回收警察戰隊所擁有之珍藏，結果雙方人馬再次陷入敵對狀態並開展新的故事…
《劇場版 騎士龍戰隊龍裝者VS魯邦連者VS巡邏連者》中得知三人並未回歸以前的生活，而是仍舊明面上以偽裝身份過生活，私下維持著魯邦連者的身份活動著。
三人名字的首個音節可組成「かい(Kai)・と(To)・う(U)」，即快盜。
夜野 魁利／ 魯邦紅
演：伊藤明日陽／安藤陽月（童年）
魯邦的後裔所選出的3位戰士之一。
雖然乍看之下感覺輕浮，但其實膽大無畏，且不從外表來判斷一切的人。很喜歡隨意地捏初美花的臉蛋跟鼻子。
不愛煩惱，無論什麽事也都能當機立斷，發生失誤時，會以迅速轉換来補足，不喜歡戰鬥，但下定決心之時，對敵人毫不手軟。
口頭禪為「在此預告」。
平時在「BISTROT Jurer」工作時主要負責出門採購食材及物資，偶而也會兼任主廚或侍應的工作，但平常都是趁機偷懶居多，也因此常被初美花抱怨。
根據國際警察資料庫的檔案內容，因父母雙亡的關係，由哥哥夜野勝利一手帶大，然後在高中畢業後就在「BISTROT Jurer」工作；而事實上在Zamigo的集體失蹤事件當日，魁利曾與勝利發生爭執，隨後勝利卻不幸成為Zamigo的受害者之一。
後來從圭一郎無意的對話中得知Zamigo發動的大量失蹤人口案件的背後動機，並在被Doguranio打敗後親自找Zamigo進行決鬥，最後成功打敗Zamigo，實現三人的願望。
其他登場作品：《機界戰隊全開者VS煌輝者VS前輩者》
宵町 透真／ 魯邦藍
演：濱正悟／山﨑光（童年）
魯邦的後裔所選出的3位戰士之一。
為人冷酷且腹黑，經常用平淡的語氣説出狠毒的話語，以若無其事的樣子作出危險的行動。
每當涉及到跟「Gangler」有關的事情時，就会渾然忘我，只在意眼前之事而沒注意到周圍一切。
平時在「BISTROT Jurer」工作時主要負責擔任廚師，為了讓摯愛的女友大平彩吃到一桌好菜而自學廚藝。
根據國際警察資料庫的檔案內容，原本在法式餐廳「Ciel Blue」工作的他在準備結婚時卻遭到彩的拋棄而辭職，而後被挖角至「BISTROT Jurer」工作；而事實上的是彩亦是Zamigo的失蹤事件的受害者之一。
早見 初美花／ 魯邦黃
演：工藤遙／佐々木春樺（童年）
魯邦的後裔所選出的3位戰士之一，也是唯一的女性戰士。
其生日日期為8月19日。
作為不可思議的妹系時尚之女，雖然我行我素，但其實行事起來最有效率又踏實。
平常在「BISTROT Jurer」工作時主要負責擔任店內的侍應工作。
原為高中生的她，根據國際警察資料庫的檔案內容指因自己的母校發生集體失蹤事件而休學，而事實上那時初美花也是Zamigo的凍結目標之一，隨後她被好友詩穗及時推開而得以幸免，然而詩穗卻不幸成為受害者之一，隨後她離家出走並至「BISTROT Jurer」居住及工作。

### 警察戰隊巡邏連者
隸屬於「國際特別警察機構（簡稱GSPO）」中的日本支部特殊戰力部隊，為保護市民的正義以及理想的未来，而被授予超越法律的權限。
主要任務在於打擊異世界犯罪者集團——僵格拉及「魯邦珍藏」的收押。
對Gangler怪人的對決台詞為『根據國際警察的權限，我們將行使武力！』，戰鬥勝利時的台詞『任務已完成』。
於第48話時得知魁利三人的身份，並破天荒的向魁利等人提出暫時性合作，故此拘捕魯邦連者一事亦因而暫緩。
第51話將Doguranio拘禁後一直致力打擊僵格拉殘黨所發動的所有罪行並得到群眾的關注及支持。當三人發現魁利等人脫困後情緒亦比較波動，但由於得知魁利等人繼續擔任快盜的原因是回收他們所擁有的裝備後以Gangler的殘黨尚未完全清除為由而拒絕交還珍藏，結果雙方人馬再次陷入敵對狀態並開展新的故事…
三人名字的首個音節可組成「けい(Kei)・さ(Sa)・つ(Tsu)」，即警察。
朝加 圭一郎／ 巡邏連1號
演：結木滉星／牛尾竜威（童年）
由「GSPO」所栽培出的三名戰士之一。
為人真誠、熱血又認真，以「零犯罪」为首要目標，絕不容许坏事的發生。而且一旦抓狂起來的話，只有司紗一人才能安撫他。
贯彻到底；同時也对Gangler及與自己對應的魯邦連者彻底地否定，所以對後輩咲也認同快盗戰隊的英雄行為的態度相當不認同並對他斥責。但後來他得知魁利等人的快盜身分並得知他們的動機後，他反而希望自己能夠成為救助他們的力量，似乎對快盗已經改為採取需要救助的態度，但於最終話時又一次的對快盜採取完全否定的態度。
曾被魁利認為圭一郎這種熱血警察是他最不想有交集的類型，但後來魁利因為看在熟客的份上而稱他為「小圭」。於劇情後期因圭一郎對魁利有點關心過度而引發魁利回想起自己的哥哥，從而對圭一郎發脾氣，兩人關係因此陷入冰點。
因自身的正義感加上童年時期所仰慕的警察官的影響，亦因此很喜歡小孩子，不過本身亳無孩子緣；同時亦是一名愛情白癡，即使他曾被明顯地告白亦無動於衷。
第19話因咲也被控制把他打昏，甚至意外打傷了司紗及Hilltop管理官，BISTROT Jurer亦被搞到一片混亂的事而代他向魁利等人送禮謝罪，並告知咲也遭處罰的事。後來暫代咲也的巡邏車駕駛員位置。
第45話結尾時意外查出魁利的哥哥勝利是一年前的大量人口失蹤事件的受害者之一，因而想起第8話時Jim對巡邏連者所講述有關三人的背景，推斷出他們快盜的身份。
第51話利用警報前鋒強化變身為超級巡邏一號並成功將Doguranio打至重傷並將之拘禁。
其他登場作品：《連續4週特別篇 超級戰隊最強對戰!!》第1話
陽川 咲也／ 巡邏連2號
演：橫山涼
由「GSPO」後期所栽培出的一名戰士，也是年紀最小的一位，同時亦兼任巡邏車駕駛員。
為頂替原有「巡邏連2號」空缺而成為巡邏連者的一員。
在訓練生時期非常崇拜已加入特殊戰力部隊的圭一郎及司紗兩人，曾因自己當時成績墊底而有過放棄的想法，但在圭一郎及司紗的鼓勵下完成訓練並成功加入特殊戰力部隊。
為人開朗，老實又优柔寡斷，被稱贊時為激发其戰意会嚣張起來，雖然對初美花有好感，但他過於直白的表達行為讓初美花招架不住。
射擊技術非常出眾，即使不理解作戰目的和手段也能够如期行動，於第1集出場時他使用的槍械為机枪；在尊重對抗Gangler的快盗戰隊的同時也要將其追捕，第51話時儘管與快盜仍然陷入敵對狀態，但似乎對初美花的態度比較友善。
第3話被急於想奪回重要之人的透真奪走VS變身器，雖在同伴的司紗協助下奪回但隨後被圭一郎責備，其後在上司Hilltop的激勵下才重新振作。
第19話時因在街上阻止化為人型的Gangler作惡而導致對方以隱形能力尋仇，因而被控制把湯倒在梁上長官頭上，甚至意外將圭一郎、司紗甚至Hilltop管理官打傷，並把BISTROT Jurer搞到一片混亂，因而遭罰在家中閉門思過並遭沒收變身裝備。直到在家中看到新聞並跑出家門向Hilltop管理官重申自己保護其他人笑容的初心而得以奪回變身裝備支援圭一郎等人並把當時失控行動的真相告知他們。
第47話時為了向初美花套話而約她出外用餐，但因為Goshu的出現而被迫腰斬約會，未能完全成功套話。
第48話時因為得知初美花的快盜身份，故此大受打擊，甚至在目睹快盜們離開時更當場痛哭，但似乎因為時間流逝的關係而已經接受此事實。
明神 ／ 巡邏連3號
演：奧山和紗／粟野莉子（童年）
由「GSPO」所栽培出的三名戰士之一，也是最年長的一位。
雖然為人直率爽朗、氣势剛強，說話用詞方面亦較為男性化，卻非常喜歡可愛的東西，例如布偶，但為了維持自身形象而不會在人前表現出來，同時喜好的品味相當怪異。
與圭一郎為國際警察學校的同期生，兩人有著不解之緣，非其本意卻不知不覺地照顧他人。對快盗戰隊採取中立的立場。
擁有良好的觀察能力，每次魁利等人尋找Gangler時均能首先發現其在現場。雖然察覺到魁利等人的身份并非普通人，但因為沒有實際證據而沒有將魁利等人的事告訴隊友。
第13話得知不怕Gangler怪人的她，卻意外地怕鬼屋裡的鬼。
第24話得知從小父母雙亡，由祖父母一手帶大，並由警察官出身的祖父嚴格地教導武術。
第41集與透真闖入異世界，發現他擁有良好槍法，對他產生了懷疑。

### 追加戰士
高尾 諾爾／ 巡邏連X／ 魯邦X
演：元木聖也／山田羽久利（童年）
於第20話初登場。遊走於快盗或警察兩方陣營之間的戰士。
喜爱甜食或蜗牛，尤其是草莓蛋糕；在戰鬥或平常的同時经常會來個腾空翻的動作，亦且其窃取手段也极端地高強；而且也會隨著自己的意願變身成速度型的魯邦X或是力量型的巡邏連X來幫助兩方的戰隊。
其真實身份為來自法國巴黎的魯邦家族侍奉者之一的后裔，同時為負責改造魯邦珍藏的工程師，與小暮和Gooty之間有過一段交情。
雖然與魯邦連者同樣身為快盜，但同時為國際警察法國本部的潛入搜查官，對巡邏連者陣營來說他可是當初唯一一個知道魯邦連者真正身份之人。
起初向魁利表露快盜身份時遭圭一郎拘捕及審問，直到Hilltop管理官出面調停下巡邏連者才得知其國際警察身份，但兩邊陣營起初都對他的立場都存在保留，都不敢承認他份屬兩邊陣營的同伴身份。直到第21集時偷偷向魯邦連者提供Gangler出現的情報，並合謀利用苦肉計變成巡邏X並假裝向魯邦連者搶奪魯邦珍藏，從而成功取得雙方陣營的信任。但之後多與魯邦連者行動的關係，而讓巡邏連者們對他的信任減低。
第39話得知他在之前根本不曉得Zamigo的存在，而在得知其存在後幫忙魯邦連者調查。
第43話時對悟的出現感到不安，後來因被指控為Gangler的內鬼，於無法自辯的情況下只能逃離阿悟的追殺，導致後來第44話時雙方陣營都對他產生不信任，直至小暮先生向魯邦連者們講述諾爾的身世，以及諾爾於巡邏連者面前拆穿阿悟的偽裝，從而回復雙方陣營對他的信任。
第44話時向魯邦連者們講述有關自己不是人類的原因後因感覺不被信任而離開，後來小暮先生與魯邦連者見面時講述有關他的身世：來自異世界的諾爾小時候是一名孤兒，並在絕望之時被亞爾賽奴·魯邦收養，並學習如何改裝及利用魯邦珍藏，因而視對方為自己救命恩人，其後亞爾賽奴·魯邦被Gangler殺死，頓失人生導師的諾爾為了實現願望復活亞爾賽奴·魯邦而努力的收集珍藏。
第47話時為了保護巡邏連者而自願成為Goshu的人質被她帶回Gangler總部，並把身上所有的魯邦珍藏全數交予巡邏連者。
第48話目睹魁利三人脫下面具的一刻，並於Goshu與魯邦連者戰鬥之時被巡邏連者趁機救出。
第49話時向咲也及司紗兩人隱瞞魁利等人身份一事道歉，並意外從Jim等人口中得知Zamigo策劃的大量人口失蹤事件的來龍去脈以及其動機。
第50話為魯邦連者們策劃了反攻Zamigo的戰略，最終他不但成功回收了Zamigo的珍藏，甚至魁利等人亦成功將Zamigo擊斃。
第51話獲巡逻1號的協助下利用勝利前鋒變身為超級巡邏X支援巡邏連者，並在Doguranio被拘禁的1年時間內訓練勝利、阿彩以及詩穗成為第二代快盜以尋回頭獎前鋒救回魁利等人。
後續得知仍兼任國際特別警察組織的警員，同時讓魁利等人幫忙調查及尋找遺落的魯邦珍藏。
發動必殺技時會說出「優越之X」的台詞，以快盜身份行動時以「X」作為代號。

### 其他人物
小暮先生
演：溫水洋一
香港CV：黃子敬／台灣CV：陳幼文
侍奉著稀世之大快盗——「亞爾賽奴·魯邦」後裔的神秘管家。在其他人面前以BISTROT Jurer店主身份作為掩護。
其行蹤難以捉摸，甚至還會神不知鬼不觉地出現在魯邦連者面前，本身的變裝能力相當高超。
乍看雖溫和敦厚，但其眼內並無見任何笑容。
為取回魯邦家族遭到Gangler所奪的魯邦珍藏，以約定會為他們取回失去的人的相對條件，招攬魁利等人組成魯邦連者，並提供情報及協助回收。
每當魁利等人尋問魯邦珍藏所延伸出的相關之事時，都以不同理由含糊帶過。背後的理由是因為利用快盜們回收寶物之事心存愧疚，想以此保持距離。
第18話時將最佳前鋒的秘密告知魯邦連者。
第44話時向魁利等人講述有關諾爾的身世以及他希望所奪回的重要之人身份，離開前將魯邦珍藏目錄留下給魁利等人後離開。
第48話對魁利等人決定前往救援諾爾一事表示反對，並在三人脫下面具的一刻深感絕望。
第51集為了尋回其他魯邦珍藏而招攬勝利、彩及詩穗成為新的快盜，並讓他們三人找出頭獎前鋒好救出困在金庫內的魁利三人。
希爾托普管理官
演：艾克·瓦拉
香港CV：翟耀輝／台灣CV：李勇
國際特別警察機構日本分部的成員，也是巡邏連者的管理官，喜歡日式糕點。
乍看之下是個有才幹的人，時而展示出激励巡邏連者熱情的一面，但意外地也有遲鈍的時侯。
第15話初次來到BISTROT Jurer，並買慰問禮到醫院看望受重傷的巡邏連者，同時希望初美花能夠抽空探望咲也。
第30話得知其全名為Samuel Hilltop。
第51話以自己作擔保下令巡邏連者將Doguranio當場擊斃，但最後仍把Doguranio關進特別禁閉室。
吉姆・卡特
聲：釘宮理惠
香港CV：何晶晶／台灣CV：高嘉鎂
國際特別警察機構日本分部所屬的事務用機器人，利用數據庫蒐集相關資料來支援巡邏連者，每當事件發生時，頭上的燈就會閃爍。
外表很可愛，但嘴巴相當地毒舌。如果工作上受到挫敗時更會胡言亂語的鬧脾氣。
第8話時在巡邏連者為了試探魯邦連者的行動下被迫偽裝為「Gangler」的怪人，卻意外地破獲「Gangler」其中一個犯罪據點——Goshu的人體實驗室。
夜野 勝利
演：柴浩二
香港CV：關令翹／台灣CV：李勇
魁利的兄長，相當地優秀，也是魁利的崇拜對象，但也因此讓魁利感到自卑而產生反抗心理。
在一年前。因爭執而被不願接受關心的魁利推倒在地，卻在魁利負氣離去之時遭到Gangler凍結至消散。
根據第45話國際警察數據庫資料，血型為A，身高182cm。
第49話證實仍在冰封狀態，但已被Zamigo選定為下一批偽裝的製造材料。
第50集在Zamigo遭到擊倒後破冰解封。
第51集獲小暮先生及諾爾招攬成為二代魯邦紅，找出下落不明的頭獎前鋒來救出被困金庫內的魁利，成功後就卸下了快盜身份。
大平 彩
演：柚木渚
香港CV：張頌欣／台灣CV：高嘉鎂
透真的戀人，兩人之間已有婚約，甚至在一年前的事件發生之前，兩人相約到婚紗店看婚紗，而透真為了讓她吃到一桌好菜而自學廚藝。
在一年前遭到Gangler凍結消散的原因只是不巧遇上了。
第49話證實仍在冰封狀態，但已被Zamigo選定為下一批偽裝的製造材料。
第50集在Zamigo遭到擊倒後破冰解封。
第51集獲小暮先生及諾爾招攬成為二代魯邦藍，找出下落不明的頭獎前鋒來救出被困金庫內的透真，成功後就卸下了快盜身份。
一之瀬 詩穗
演：小松摩卡、狩野海音（童年）
香港CV：待確認／台灣CV：高嘉鎂
初美花的閨蜜好友，兩人在小學的時候就認識了，並在初美花因服裝的關係而遭到其他同學譏諷時挺身而出支持。另外很怕鬼屋裡的鬼怪。
同時也是個新人漫畫家，在一年前的事件發生前，她所投稿的漫畫被選上，並在漫畫雜誌中正式刊載。
在一年前。因察觉到Gangler將要襲擊初美花，而及时將其推開，結果導致自己被凍結至消散。
第49話證實仍在冰封狀態，但已被Zamigo選定為下一批偽裝的製造材料。
第50集在Zamigo遭到擊倒後破冰解封。
第51集獲小暮先生及諾爾招攬成為二代魯邦黃，找出下落不明的頭獎前鋒來救出被困金庫內的初美花，成功後就卸下了快盜身份。
後來於2020年第44作《魔進戰隊煌輝者》第2話中希娜公主看的漫畫就是一之瀬詩穗所畫的作品，並被評為2020年第一名最感人的漫畫作品。
亞森·魯邦
聲：澤木郁也
香港CV：朱子聰／台灣CV：高銘孝
稀世之大快盜，也是魯邦珍藏的最初持有者。
過去在Gangler所在的異世界中取得珍藏，之後陸續地將部份珍藏改造成人類可使用的型式。另外因最佳前鋒為他最早改造也是最成功的珍藏，對其也是相當地呵護。
第18話得知因最佳前鋒產生自我意識及擁有增強其他珍藏的力量的關係，賦予它守護其他珍藏的使命。
第30話得知為了避免魯邦珍藏的強大力量被濫用，而將部份珍藏贈與和他有來往的女性友人。
第44話得知他收養了身為孤兒的諾爾，並教他改造魯邦珍藏方法，後來他的藏寶窟遭Gangler摧毀，而他本人亦遭Gangler殺死。
《劇場版 騎士龍戰隊龍裝者VS魯邦連者VS巡邏連者》中得知，生前曾與海之龍裝族熟識。
上信太
演：相島一之
香港CV：招世亮／台灣CV：王辰驊
國際警察的審議官，也是Hilltop的上司，但經常把Hilltop的名字叫錯。
起先因報紙大幅刊登魯邦連者的相關新聞而責備Hilltop及巡邏連者缺失，而讓性格輕浮的咲也抱怨其不是。
之後BISTROT Jurer中被咲也潑冷湯表達不滿，甚至因為咲也在他面前將圭一郎等人全部打傷了，怒而打算開除咲也，但在Hilltop管理官的求情下改命令咲也在家自省兩週不得外出，甚至在咲也發現風切事件的真相時，仍舊堅持己見不讓咲也外出行動。
最後因巡邏連者的活躍被大肆報導，而改變之前的態度，甚至誇獎咲也，並在高興的情況下離去，但讓準備接受違背命令的懲罰的巡邏連者渾然錯愕。
早見豪
演：辰巳智秋
香港CV：待確認／台灣CV：高銘孝
初美花的父親，因初美花莫名休學的關係而導致父女關係不和。

### 異世界犯罪者集團 剛古拉（）[62]
無惡不作的異世界犯罪集團，最少約有1000年歷史之久，包含幹部及成員在內，其身上部位皆有著可收藏魯邦珍藏的金庫，金庫則依照身上數量及色澤有所階級劃分，可用魯邦連者的轉盤戰機機組以及魯邦X腰帶上的破密手機進行破解。
濫用搶奪而來的魯邦珍藏的力量，給予人民造成痛苦。
其根據地位在一座極盡奢華的別墅上。

#### 首領「黃金階級物理性防護（）」
道格拉尼奧・亞文
聲：宮本充
香港CV：張炳強／台灣CV：陳幼文
身高：181cm（巨大化：45.3m）
體重：229kg（巨大化：573.0t）
犯罪記錄：人間界襲撃、魯邦珍藏強盗殺人、金庫内綁架監禁
犯罪技：物理性防護鎖鏈
魯邦珍藏：多樣珍藏
偽裝身份：-
金庫位置（密碼）：胸口（7 8 1 1 1 6）
Gangler的首領，999歲，是目前超級戰隊史上年龄最高的怪人首领。
持有著絕對切不斷的鎖所守住的黃金金庫，而被分類為超稀有的「黃金階級物理性防護（ステイタス・ゴールド・フィジカル・プロテクト）」，內部的無限空間可收納魯邦珍藏，並能全部加以使用。
在推進到人類世界的500年來，因嘗試過不少刺激的事，而使得他現在心生倦怠，因此渴望從這些候選者中得到新的刺激。
於999歲的生日派對上，宣告以掌控人類世界的條件選出他的後繼者，而他本人隨之退位，並讓出全部身家，但也要讓他滿意才行。
第14話在Togeno・Eibusu執行殲滅巡邏連者之時，受其邀請在旁觀看，但Togeno卻任务失敗甚至連帶協助的Ododo被擊倒，使得他氣到出手懲治，随後還脫口說出「我的首領之位可不是這麼廉價」下離去，也因此過錯使得Togeno被擊敗之時對其深感失望，並將復活的機會交由Goshu來決定，而自己不打算再理睬。
第42話從Goshu口中得知Desutora戰死的訊息後，為他的死亡哀悼並舉杯致意。
第48話時命令Goshu以公開處刑諾爾的方式誘使魯邦連者跟巡邏連者出現，後因恢復為原來的性格下利用自己擁有的魯邦珍藏的能力將Goshu以及她所召喚的黑色實驗體所擁有的所有魯邦珍藏沒收並離開。
根據諾爾於第49話講述，傳聞中其胸部上被鎖鏈保護的金庫內有無窮的空間在內，並推斷剩下的魯邦珍藏全都在金庫內。而該金庫於第50話成為Zamigo與魯邦連者的決鬥場地（而且Doguranio表示只有他可以解開此金庫，故此魯邦連者於擊斃Zamigo後算是被困在金庫內，亦成為巡邏連者消滅其的障礙）
於第51話因體內的魯邦收藏品被魯邦連者全部回收導致實力大減，被巡邏連者重創後仍不肯投降及打開金庫，最後被巡邏連者拘留，拘留期間魯邦連者因頭獎前鋒協助下逃出金庫，為超級戰隊史上第三位未有被殺死或封印的惡役頭目（第一位是恐龍戰隊的魔女潘多拉，第二位是轟轟戰隊的幻之月光。不同的是，前兩者故事最後結局是改邪歸正，而東古拉尼歐・亞本是遭受活捉囚禁。）

#### 幹部「黃金位階（）」
擁有的金庫為金色，由於金庫密碼的數字量是一般成員的兩倍（六個數字），因此得同時使用兩架轉盤戰機才可開啟金庫。
戴斯特拉・瑪裘
聲：上田祐司
香港CV：李錦綸／台灣CV：彭彥錚
身高：203cm（巨大化：50.8m）
體重：223kg（巨大化：557.5t）
犯罪記錄：人間界襲撃、異世界綁架監禁
犯罪技：戴斯特拉發射器、戴斯特拉最終攻擊
魯邦珍藏：無 → 勝利前鋒、警報前鋒
偽裝身份：-
金庫位置（密碼）：右肩（7 5 2 6 1 5）、左肩（3 2 1 2 2 2）
Doguranio的死忠護衛，對他而言不管是任何人都不能接近Doguranio身邊，尤其是以各種理由接近的Goshu。
除了以一把大鎚為武器，還可從自己的身體內取出手榴彈攻擊敵人。
身上有兩個保险箱，但是否拥有魯邦珍藏尚是個謎。
在注意到魯邦連者和巡邏連者的魯邦珍藏跟Gangler內部成員持有的似乎有很大的差異後，為了調查彼此之間的差異性，多次派遣曾經的部下去搶奪。
於第38話得知其身上已無任何珍藏了，而在Doguranio命令下與魯邦連者、巡邏連者三方爭奪自宇宙而來的警報前鋒，但最後失敗。
於第41話時成功將透真、圭一郎、咲也及司紗送去Gangler的世界，並計劃將剩餘的戰士送去而一網打盡，但因札米戈突然從中作梗而失敗。
於第42話時搶奪了警報前鋒及勝利前鋒，但後來魯邦連者及巡邏連者雙方合作下將此兩個魯邦珍藏奪回並因此遭打敗，後來雖然得到Goshu協助下巨大化，但仍遭強感凱撒VSX利用巨大化魯邦麥格農擊斃。
葛修・露・梅鐸
聲：竹達彩奈
香港CV：魏惠娥／台灣CV：高嘉鎂
身高：198cm
體重：218kg
犯罪記錄：違法改造手術
犯罪技：短機槍手腕
魯邦珍藏：變巨大（大きくなれ ／ Gros calibre）、治癒世界（世界を癒そう ／ Guéris le　monde）、蛋糕切刀（ケーキ入刀 ／ Coupe le gâteau）
偽裝身份：-
金庫位置（密碼）：背部（1 8 7 6 2 3）
Gangler的女幹部，也是一名讓人敬畏的醫生，使用武器為右手變化出來的蛋糕刀（根據Goshu自己講述，似乎為自己第3個魯邦珍藏的力量）。
想以各種理由來接近Doguranio，但都被Desutora阻止。
利用注射器型的魯邦珍藏之力，將死去的夥伴進行復活・巨大化的工作，也能通過改造手術來強化。
為Gangler現已知擁有兩件魯邦珍藏的成員之一。
於第43話告知魯邦連者們有關高尾諾爾不是人類的事（因為於第42話時Goshu利用治癒世界得知高尾諾爾不是人類）。
第47話證實已為Zamigo進行改造手術，並且與巡邏連者的戰鬥中戰勝他們並俘虜了諾爾。
第48話時自己所擁有的所有魯邦珍藏都被Doguranio的魯邦珍藏所沒收並遭魯邦連者及巡邏連者等人一同被打敗，臨終前將自己身上的金庫轉移至實驗體後自爆身亡。
扎米高・戴爾馬
演：入江甚儀
香港CV：張裕東／台灣CV：李勇
身高：200cm
體重：220kg
犯罪記錄：大量失踪事件、偽裝皮膚製造交易
犯罪技：オン・ザ・ロック
魯邦珍藏：穿透（突き抜けろ ／ Évade-toi de l’autre côté）
偽裝身份：-
金庫位置（密碼）：左腿（不明）、右腿（不明）、臀部（3 3 1）
海若螺型怪人，也是造成魯邦連者失去重要之人的始作俑者。
雖然似乎對首領之位沒多大興趣，但Doguranio卻希望他能表態參與首領之位的爭奪戰。
化成人類的外貌，在人類界裏自由地行動，即使冬天也會拿出冰塊來咬，所施展的冰之力能令人們或物質冰封。
和Desutora一樣，身上有兩個保險箱，但卻自稱並未持有魯邦珍藏，不管是冰凍能力還是戰鬥時使用的冰之燧石槍他都自稱是自己本身就有的能力。
於第6話得知是他將GSPO的秘密運送路線告知Desutora。
於第9話時與執行任務而偽裝成上班族的圭一郎擦身而過。
於第10話時被從圭一郎口中得知出沒消息的魁利找上門，在兩人經過對決後告知魁利自己的名字並從容離去。
於第17話結尾時在人類世界閒晃的他被Desutora給找上門。
於第24話在Raimon軍團面前出現並提供人類外皮給Givi・Nyuzi，其後被Raimon・Gaorufangu提出合作要求。
於第25話回絕了Raimon提出的合作要求，並在巡邏連者趕到現場時悄悄離去。
於第39話可以得知被他用能力冰凍的人在冰碎裂後並不會死去，而是會被轉移到他處，因此魯邦連者們的重要之人可能並非死去而是被他轉移到某處。
於第41話發現進入了Gangler的世界圭一郎及咲也，在不知情的情況提供出口給他們回人間界。
於第47話時證實已經接受Goshu的改造，臀部位置安裝多一個金庫（但只是普通怪人用的金庫），而且裡頭的珍藏令他身體可利用液化特性抵銷傷害。
於第49話證實他擁有觸摸被冰封的目標後讀取其記憶之能力，從而得知快盜以及已被他冰封的三人之間的關係，因而向魁利宣告三人將成為其下一批偽裝的製造材料。
於第50話與魯邦連者一戰中被諾爾搶走成功臀部的魯邦珍藏，最後與魯邦連者三人進入了東古拉尼歐的金庫進行了斷。被透真及初美花以扳機機械將雙腿的黃金金庫密碼重設，導致自己的冰凍能力及製造冰之燧石槍能力遭禁止，並且遭魁利使用魯邦麥格農擊中，說出「我很快樂」後自爆身亡，而之前被冰封的人全數回復原狀。
於《機界戰隊全開者 THE MOVIE 赤色戰鬥！全戰隊大集會！！》中透過「超級惡者惡徒」的力量在新世界作為歴代怪人登場，在「超級惡者惡徒」被全界者擊敗後，自身所處的世界跟著解放後，也跟著歴代怪人一同消失。
萊門・加奧芬格
聲：江川央生
香港CV：待確認／台灣CV：陳幼文
身高：192cm ～ 69.6m
體重：222kg ～ 804.8t
犯罪記錄：共謀凶暴罪
犯罪技：ライモン・キングサイズ、獅子の四肢
魯邦珍藏：醫者醫者（ ／ Docteur, docteur）
偽裝身份：-
金庫位置（密碼）：胸腔（1 1 0 0 3 0）
獅型怪人，可隨自我的意思自在巨大化。
同時也是Gangler的分支部隊 - Raimon軍團的領袖，擁有狂野的烈牙衝擊波、隱藏的雙臂、來自腹部的生體導彈，其實力凌駕於其他Gangler怪人的強悍。
濫用魯邦珍藏於受到重傷時瞬時再生，彷如無人傷害其身的強悍肉體。
第23話率領部下沃西巴洛克與奇威於Doguranio的別墅現身並揚言將會成為新任領袖，並與Desutora發生衝突。
第24話向Zamigo・Deruma提出合作要求，並於Givi・Nyuzi落敗後自行巨大化以壓倒性的力量將巡邏凱撒與X帝王擊敗。
第25話在魯邦連者與巡邏連者的合作下被奪去魯邦珍藏，巨大化後被強感凱撒VSX擊斃。

#### 集團戰力
鋼古拉怪人 
本作中的怪人，平時以人類外皮的樣貌在人類世界活動，並濫用魯邦珍藏進行各種惡質犯罪，一旦被識破真面目後或是現出原形時會自行將人類外皮縮回體內。
| 名字                                                                              | 身高 （巨大化） | 體重 （巨大化）  | 犯罪記錄                         | 犯罪技                                       | 魯邦珍藏 | 相關簡介 | 偽裝身份                | 金庫位置 （密碼）                                 | 出場話數                                                        | 香港配音 |
| --------------------------------------------------------------------------------- | --------------- | ---------------- | -------------------------------- | -------------------------------------------- | --- | --- | ----------------------- | ------------------------------------------------- | --------------------------------------------------------------- | -------- |
| 路雷德・格羅 ルレッタ・ゲロウ Ruretta・Gero                                       | 179cm           | 197kg            | 賭博                             | スポーン・ボム                               | 像個滾動立方體 転がる赛（さい）のように ／ Comme un cube qui roule                                                                     | 青蛙型怪人，操弄著伸縮的長舌來進行戰鬥，另外也能投擲像雞蛋般的炸彈。 平時偽裝成黑暗賭場所有者，並濫用魯邦珍藏設下騙局從賭客那榨取財富。 | 黑暗賭場所有者          | 腹部 （2 0 7）                                    | 1                                                               | 馮錦堂   |
| 嘎拉特・納果 ガラット・ナーゴ Garatto・Nago                                       | 184cm （46.0m） | 202kg （505.0t） | 寶石強盜                         | ネコノオクノテ、ガラットミサイル             | 我點上了火 私に火をつけて ／ Allume-moi                                                                                                | 貓型怪人，以敏捷地動作和銳利的爪子來進行戰鬥，另外也能從腹部發射生物導彈。 事實上牠擁有四隻手腕，但會將其中兩隻手腕隱藏起來。 濫用魯邦珍藏於強盜完後縱火燒店。 | 壯漢                    | 胸腔 （2 1 5）                                    | 1 - 2                                                           | 劉奕希   |
| 納梅洛・巴丘 ナメーロ・バッチョ Namero・Batcho                                    | 195cm （48.8m） | 215kg （537.5t） | 贋作買賣                         | ネバーマシンガン                             | 是誰製作了誰 誰が誰を作ったのか ／ Qui a fait qui                                                                                      | 蛞蝓型怪人，將身體分泌出的黏液聚集，並以左腕的黏膠機關槍發射。 在其自身的根據地也就是畫室內，裝置了黏膠彈作為陷阱用。 濫用魯邦珍藏將許多大樓製作成Doguranio・Yabun的巨大雕像來讚揚，並宣傳自身，甚至將附近的雕像變成無數的槍來進行投擲。 | -                       | 頭部 （6 3 6）                                    | 1、3                                                            | 李震權   |
| 拉弗勒姆・喬茲 ラブルム・ジョウズ Raburumu・Jaws                                  | 182cm （45.5m） | 200kg （500.0t） | 略取誘拐                         | ワープジョーズ                               | 將你裝扮 あなたをドレスアップ ／ Je vais t’habiller                                                                                     | 鯊魚型怪人，可產生出多副口顎，如同隧道的出入口般瞬間移動。 並裝備著大槍「仿真鋸齒槍（シュモックノコギランス）」。 濫用魯邦珍藏將自己那令人毛骨悚然的口顎裝扮成「小鯊拉（サメーラちゃん）」絨毛娃娃並藉由販售到處散播，不定期地將人誘拐綁架至時折山的根據地並當成貨物進行販售。 | 流動攤販                | 胸腔 （7 9 4）                                    | 4、14                                                           | 李鎮然   |
| 奔多爾特・佩基 ブンドルト・ペギー Bundoruto・Pegi                                 | 182cm （45.5m） | 220kg （550.0t） | 連續強盜殺人                     | ロングウオーソード、ペイン斬り（強化改造後） | 像閃電般飛躍 稲妻のように飛び跳ねる ／ Jack bondissant tel léclair                                                                     | 企鵝型怪人，裝著全副武裝及一手半劍，統帥著Podaman群。 在Goshu・Ru・Medu的強化手術下，雙腕追加巨大的翼劍，並能產生出強力的衝擊波。 在Desutora・Majjo的命令下，搶奪國際特別警察機構秘密運送的VS載具，並濫用魯邦珍藏於犯案後以超級跳躍的方式自在地到處逃竄。 | 風衣男                  | 胸腔 （0 2 8）                                    | 5 - 6                                                           | 陳卓智   |
| 梅洛格・亞莉塔 メルグ・アリータ Merugu・Arita                                     | 188cm （47.0m） | 207kg （517.5t） | 連續吞下整個餐廳                 | アリティメット胃ート                         | 充滿愛的胸懷 胸いっぱいの愛を ／ Tout ton amour                                                                                        | 大食蟻獸型怪人，展開擴大的胸口將生物吞噬殆盡。 並裝備著「快速鞭（ベローチェウィップ）」拘束獵物。 濫用魯邦珍藏將自己的內臟擴張，並依照美食導覽手冊的排行順序將所有店內的客人們依序吃掉。 | -                       | 左臂 （1 2 8）                                    | 7                                                               | 麥皓豐   |
| 布雷茲・亞雷尼希卡 ブレッツ・アレニシカ Burettsu・Arenishika                      | 194cm （48.5m） | 213kg （532.5t） | 寶石強盜                         | マトリョーシカ脱皮                           | 電擊之嵐 電撃の嵐 ／ L’Orage électrique                                                                                                 | 鹿型怪人，能瞬間脫皮製作出自己的傀儡欺騙對手。 並裝備著二刀角劍「鹿角劍（シッカリバー）」。 在Desutora・Majjo的命令下，狙擊艾瑪・哥帝尼所持有的項鏈，並濫用魯邦珍藏對魯邦連者和巡邏連者進行電擊攻擊。 | 清潔業者                | 胸腔 （3 8 8）                                    | 9 - 10                                                          | 黃啟昌   |
| 威區・考克 ピッチ・コック Pitchi・Kokku                                           | 186cm （46.5m） | 205kg （512.5t） | 無差別性別轉換                   | アルナイン転換                               | 貝多芬也翻滾 ベートーベンをぶっとばせ ／ Fais rouler Beethoven                                                                         | 孔雀型怪人，使用特殊射線「孔雀淋巴（クジャリンパ！）」自由地逆轉男女的性別。 並裝備著「孔雀劍（ピーコッ剣）」。 濫用魯邦珍藏將巡邏連者們玩弄於掌心，製作出讓Doguranio讚不絕口的Gangler宣傳電影。 | 攝影師                  | 左肩 （1 0 8）                                    | 11                                                              | 張錦江   |
| 詹科・寇帕米諾 ジェンコ・コパミーノ Jenko・Kopamino                               | 181cm （45.3m） | 199kg （497.5t） | 連續爆彈魔                       | タンサイボール                               | 快跑的人生 駆け足の人生 ／ La vie sur la voie rapide                                                                                   | 水蚤型怪人，使用爆彈將周圍環境炸壞粉碎。 可無限產生出球型爆彈淡菜球。 濫用魯邦珍藏於各地以猛烈速度移動，連續不斷地進行各種破壞行動。 | -                       | 腹部 （不明）                                     | 12                                                              |          |
| 奈兒・卡帕潔 ナイーヨ・カパジャー Naiyo・Kapaja                                   | 182cm （45.5m） | 180kg （450.0t） | 大量拉致監禁                     | バリバリバリアの術                           | 監獄搖滾 監獄ロック ／ Le rock du bagne                                                                                                | 水獺型女怪人，習得各種兇惡忍法。 裝備著鎖鎌「黃瓜鎌（キューカンマー）」，使出忍法鎖鏈將初美花與司紗緊綁到無法掙脫。 濫用魯邦珍藏製造出透明的巨大屏障，讓在遊樂園內的人受到封閉的困擾。 | -                       | 背部 （9 0 4）                                    | 13                                                              | 曾秀清   |
| 奧鐸特・馬奇希莫福 オドード・マキシモフ Ododo・Makishimofu                        | 195cm （48.8m） | 219kg （547.5t） | 國際特別警察襲撃、無差別損壊     | ケダマイク                                   | 扳機機械鑽頭 トリガーマシンドリル ／ Trigger Machine Drill                                                                             | 白羊駝型怪人，透過蓬鬆的毛球傳達自己的聲音來戲弄敵人。 揮著巨大棍棒「羊駝棒（アルパカナボー）」到處作惡，將不爽的事物摧毀掉的「毀壞兄弟檔（クラッシュブラザーズ）」的弟弟。 兄弟倆曾打算對人類世界濫用其擁有的魯邦珍藏，卻因其兄Anidara・Makishimofu被擊敗而無法實現。現協助Togeno・Eibusu的作戰，在時折山設下陷阱，企圖將巡邏連者全滅。                                                                    | 白衣青年                | 腹部 （4 0 4）                                    | 14                                                              | 李凱傑   |
| 托葛諾・艾布斯 トゲーノ・エイブス Togeno・Eibusu                                  | 193cm （48.3m） | 212kg （30.0t）  | 國際特別警察襲撃                 | ポイズンウニードル                           | 微小・世界 スモール・ワールド ／ Le petit monde 距離遙遠 遠く離れて ／ Au loin                                                         | 海膽型怪人，可發射出強力毒針。 裝備著狙擊銃「軍艦槍（グンカンガン）」，為了自身目的甚至可將魯邦珍藏作為誘餌來捨棄的卑鄙性格。 濫用魯邦珍藏將自身體形縮小進入扳機機械鑽頭的駕駛艙內裝設毒針陷阱，並向Doguranio・Yabun宣示與Ododo・Makishimofu共謀「將巡邏連者全殲滅」但結果失敗，後從Desutora・Majjo手中取得新的能力並濫用魯邦珍藏以10倍距離亂射毒針來使人們痛苦。                                           | 搖滾風青年              | 左胸 （9 0 9）                                    | 14 - 15                                                         | 胡家豪   |
| 曼達・巴亞希 マンタ・バヤーシ Manta・Bayashi                                      | 194cm （48.5m） | 234kg （585.0t） | 替換身體詐欺                     | カワルンジィエーイ                           | 火之玉石 火の玉ロック ／ Belles balles de feu                                                                                          | 鬼蝠魟型怪人，喊出「反轉吧！（カワルンジィエーイ！）」下將兩個生物的身心自在替換。 其返回之時則是以雙手合十並喊出「返轉吧！（モドルンジィエーイ！）」下解除能力。 濫用魯邦珍藏吐出火球襲擊人們，並將自己本身與透真進行替換，後以透真的樣貌到處為所欲為，甚至快盜變身成魯邦藍，使魁利等人苦惱。 | -                       | 背部 （5 2 7）                                    | 16                                                              | 李致林   |
| 涅羅・奇魯那 ネロー・キルマナー Nero・kiruna                                      | 189cm （47.3m） | 208kg （520.0t） | 昏睡能量強盜                     | ネムランス                                   | 長更長再更長 長く長く長く ／ Long,long et long                                                                                         | 貘型怪人，利用特殊的催眠射線使人類陷入強烈的昏睡狀態。 其裝備著五元型催眠槍「深眠槍杖（ネムランス）」。 濫用魯邦珍藏將肩膀的一部份伸長來進行邊攻擊邊使多人熟睡，並不斷地吸收能量直到衰弱死亡。 | -                       | 胸腔 （6 0 3）                                    | 17                                                              | 鄧志堅   |
| 阿尼達拉・馬奇希莫福 アニダラ・マキシモフ Anidara・Makishimofu                    | 195cm （48.8m） | 225kg （562.5t） | 國際特別警察巨大襲撃、無差別損壊 | ニットワークハッキング                       | 幸運的大頭彩 幸運の大当たり ／ Le coup de chance                                                                                       | 黑羊駝型怪人，透過蓬鬆的毛球駭入電子通訊設備。 是之前被擊倒的Ododo・Makishimofu的兄長。 在Desutora・Majjo的計畫下藉由Goshu・Ru・Medu的力量重新復活，並濫用魯邦珍藏來精準控制毛球導彈，試圖向巡邏連者復仇。 | -                       | 腹部 （5 1 4）                                    | 14、18                                                          |          |
| 史達爾・烏魯丘 スダル・ウルキュー Sudaru・Urukyu                                  | 187cm （46.8m） | 206kg （515.0t） | 風切事件                         | タコスミラージュ                             | 起風囉 風立ちぬ ／ Filer comme le vent                                                                                                 | 章魚型怪人，利用光線的折射使自己的身體消失。 其裝備著「石鮔乾大魚叉（ホシダコ大銛（おおもり））」。 濫用魯邦珍藏重複使出銳利的風之刃在城市內到處切斷，如同謎之「風切事件」般進行破壞活動，另外，因怨恨咲也的關係，藉由身體的消失對他進行操控陷害。 | 不良青年                | 頭部 （3 7 1）                                    | 19                                                              | 麥皓豐   |
| 札爾丹・霍 ザルダン・ホウ Zarudan・Ho                                             | 192cm （48.0m） | 211kg （527.5t） | 營利誘拐                         | ザルダン流・凶棒術                           | 充滿元氣的裝置 元気になる装置 ／ La machine d’endorphin 煙霧瀰漫著眼 煙が目にしみる ／ La fumée t’embrouille les yeux                    | 猴型怪人，習得兇暴的棒格鬥術及各種妖術。 其持有2座金庫而被特殊分類為「雙重位階（ステイタス・ダブル）」，裝備著制天如意棒「閃電棒（ザルダンボー））」。 濫用魯邦珍藏來乘坐在雲上橫衝直撞，並壓制巡邏連者，但被魯邦X以華麗的技術完美擊敗，另外，重複著綁架人類勒索贖金的惡事。 | -                       | 胸腔 （7 2 1） 背部 （5 9 1）                     | 20                                                              | 葉振聲   |
| 加巴特・卡巴巴奇 ガバット・カババッチ Gabatto・Kababatchi                         | 191cm （47.8m） | 210kg （525.0t） | 汙染破壞行為                     | ムシバミ菌                                   | 變成石頭 石に変わる ／ Je me change en pierre                                                                                          | 河馬型怪人，使用蛀牙菌來侵蝕腐蝕物質。 其裝備著蛀牙槍「集線槍（ハブランス）」。 濫用魯邦珍藏使身體硬化成鋼鐵般的無敵之身並能全數反彈攻擊，但因不動的狀況下容易被奪走珍藏，企圖利用蛀牙菌浸透榎須江水壩，使得水壩崩壞造成大災害。 | -                       | 左腰 （不明）                                     | 21                                                              |          |
| 迪美藍・亞特米斯 デメラン・ヤトミス Demeran・Yatomisu                             | 185cm （46.3m） | 204kg （510.0t） | 金魚鉢拉致監禁                   | 人間すくい                                   | 紫色之雨 紫色の雨 ／ La pluie violette                                                                                                 | 金魚型怪人，可將生物縮小並捕捉進金魚缸。 其裝備著可將生物變成金魚的紙網「泡泡之網（ポポイノポイ）」，必要之時甚至能發動最強防魚技「金魚缸屏障」守護自身 濫用魯邦珍藏噴發出強烈水流，並將初美花及其他人關進金魚缸，藉此獻給Doguranio・Yabun。 | -                       | 胸腔 （7 0 8）                                    | 22                                                              |          |
| 沃西巴洛克・札・布洛 ウシバロック・ザ・ブロウ Ushibarokku・Za・Burou              | 196cm （49.0m） | 226kg （565.0t） | 略取誘拐                         | ウシバロック投げ                             | 變熱 熱くなれ ／ La chaleur est là | 牛型怪人，不僅是對怪力自豪的力量型，也擅長於料理。 其強度也在Gangler中獨占鰲頭，為Raimon・Gaorufangu所率領的「Raimon軍團」的成員。 濫用魯邦珍藏驅使著高熱攻擊，並陸續綁架料理學校的講師來做為Raimon的終身候補廚師人選。更應用此種如同電子微波爐的能力，與透真展開激烈的料理對決。 | 粗獷男性                | 胸腔 （7 1 5）                                    | 23                                                              |          |
| 奇威・紐吉 ギーウィ・ニューズィー Givi・Nyuzi                                     | 189cm （47.3m） | 203kg （507.5t） | 危險物違法販賣                   | ラッキーペンダント                           | 逃亡吧 逃亡せよ ／ Lévasion | 奇異鳥型怪人，藉由特殊的常春藤吸收人類的生體能量。 其裝備著危險消除劍「風險螺旋（リスクスクリュー）」。 其強度也在Gangler中獨占鰲頭，為Raimon・Gaorufangu所率領的「Raimon軍團」的成員。 濫用魯邦珍藏來迴避對自身的攻擊，並藉由經營怪異酒吧來販賣「幸運項鍊」。讓受害者藉由項鍊達成任何心願，但在幸運用盡時以特殊的常春藤覆蓋藉此吸收養分。                                                                  | 酒吧的所有者            | 胸腔 （1 9 2）                                    | 23 - 24                                                         |          |
| 奎斯特・洛伊德 グリスト・ロイド Gurisuto・Roid                                    | 183cm （45.8m） | 201kg （502.5t） | 裏拍賣會詐欺                     | 両腕からぼっくんモリモリ                     | 小氣泡 小さな泡 ／ Les minuscules bulles                                                                                               | 松鼠型怪人，靈活運用其小巧的身軀進行戰鬥。 其裝備著松果形狀的戰錘「松果戰錘（グリドンキ）」。 濫用魯邦珍藏產生氣泡將自己的身影消失，並開辦違法的地下拍賣會。然後自己化身成拍賣官，在成交後奪走珍藏，藉此手法騙取大量的金錢。 | 拍賣官                  | 背部 （0 2 7）                                    | 26                                                              |          |
| 妙德 ピョードル Pyodoru                                                           | 185cm （46.3m） | 206kg （515.0t） | 洗腦支配詐欺                     | 武突参流古武術、ヒヨッ光弾                   | 操作 操作する ／ Le contrôle | 雛雞型怪人，擅長格鬥技。 以武突参流古武術的創始者「小紫庄右衛門」的名義，開設怪異的道場。 濫用魯邦珍藏操控透真和咲也加入自己的武術道場修行，並以虛假的古武術騙取高額的月費。另外，也對國際特別警察設置炸彈。 | 武術教師 小紫庄右衛門   | 腹部 （1 4 5）                                    | 27                                                              | 葉振聲   |
| 榮格・塔瑪特巴克 リューグ・タマテバッコ Ryugu・tamatebakko                        | 190cm （47.5m） | 209kg （522.5t） | 年齡竊盜                         | フケムリ玉                                   | 跳水 飛び込む ／ Plonge | 皇帶魚型怪人，利用特殊的煙將生物老化。 擅長游泳。 濫用魯邦珍藏自在地潛入地面躲藏，並將人變衰老來造成痛苦。另外可遁入牆壁游泳，藉此玩弄魯邦連者。 | 龐克頭男性              | 腹部 （3 1 4）                                    | 28                                                              | 雷霆     |
| 康庫斯・布奇魯梅魯卡普坦 カンクス・ブチルメルカプタン Kankusu・Buchirumerukaputan | 186cm （46.5m） | 215kg （537.5t） | 大規模放火罪                     | ブリリアントガス                             | 薔薇色的人生 ばら色の人生 ／ La Vie en rose                                                                                            | 臭鼬型怪人，可從指尖噴射出可燃性瓦斯（但非常的臭）。 濫用魯邦珍藏將自身的瓦斯的強烈惡臭消去並安置於各處，以實行瓦斯爆發的「人間界火海作戰」。 | -                       | 左胸 （9 3 1）                                    | 30                                                              |          |
| 耀西・烏拉薩 ヨシー・ウラザー Yoshi·Uraza                                         | 181cm           | 193kg            | 司法取引詐欺                     | 青春の妄想                                   | 翻轉 ひっくり返す ／ À lenvers | 大杜鵑型怪人，性格窮凶極惡。 原為持有2座金庫而被特殊分類為「雙重位階（ステイタス・ダブル）」，但在其中一個被取走後逃亡。 在發現珍藏的能力下，藉此反轉成與自己相反的善人，來讓國際特別警察保護，並向司紗要求認罪協商。最後第2枚金庫被Goshu奪走並移植在「實驗體」身上。 | -                       | 腹部 （不明）                                     | 31                                                              |          |
| 恩微・切爾達 エンビィ・チルダ Envi·Chiruda                                        | 187cm （46.8m） | 202kg （505.0t） | 年齡竊盜                         | コドモード光線                               | 呼風喚雨之人 嵐を呼ぶ人 ／ Le porte-tempête                                                                                            | 家燕型怪人，發射特殊的射線使生物的身體變回小孩子。 其裝備著湯匙型武器「超級湯匙（スーパースープスプーン）」。 濫用魯邦珍藏颳起強風，並瞬時將人們變回小孩子來造成痛苦。 魯邦連者因此變回小孩子，並為了取回掉落的VS變身器而潛入國際特別警察日本分部。 | -                       | 胸腔 （3 8 6）                                    | 33                                                              |          |
| 可魯貝洛・岡岡 ケルベーロ・ガンガン Kerubero·Gangan                               | 191cm （46.8m） | 206kg （505.0t） | 銃盗砲違反                       | 火薬100倍                                    | 這是牆壁 これらの壁 ／ Ces murs | 犬型怪人，能操控空氣中的氧氣。 Gangler的槍械迷，其裝備著所盜來的三把銃束合的合體銃「庫魯薩P-38（ケルサーP-38）」。 濫用魯邦珍藏產生土之防護壁來躲避攻擊，並搶奪各地的銃。 在與魯邦紅於寬廣的土地上進行銃擊戰，卻敗給魯邦麥格農。 | -                       | 左胸 （1 0 1）                                    | 34                                                              | 陳卓智   |
| 多龍・桑布 ドリューン・サンブ Doryun・Sanbu                                       | 188cm （47.0m） | 209kg （522.5t） | 強制分裂                         | ホームモグラウンド                           | 大大的分裂 大いなる分裂 ／ Le grand fossé                                                                                              | 鼴鼠型怪人，對地下戰感到自豪。 其裝備著鏟斗掘削拳「挖穴（アナホール）」。 濫用魯邦珍藏從小暮先生開始到其他人進行分裂，使街上混亂。 在分裂後的6小時內以前未將本體、善良人格、邪惡人格三種人格還原回體內的話，全部人都會死亡。 | -                       | 胸腔 （7 0 6）                                    | 35                                                              | 雷霆     |
| 貝卡・茲耶佩林 ペッカー・ツエッペリン Pekka・Tsuepperin                           | 190cm （47.5m） | 205kg （512.5t） | 憤怒的爆彈魔                     | うっかりクチバシュート                       | 賢者 賢者 ／ L’homme sage | 啄木鳥型怪人，喙攻擊可誘導對手攻擊失誤。 其裝備著危劍「啄木鳥劍（キツツキケン）」。 濫用魯邦珍藏使自己擁有天才般聰明的大腦，來開發出將人類憤怒的情感轉化成能量放送的項鍊。 將此作為熱能來接收，積蓄在放置於月夜塔上的巨大爆彈來爆炸，企圖製造大破壞。 | 推銷員                  | 胸腔 （0 1 4）                                    | 36                                                              | 招世亮   |
| 亞特伽・戈荷姆 ヤドガー・ゴーホム Yadoga・Gohomu                                  | 192cm （48.0m） | 218kg （545.0t） | 自宅監禁                         | 強制帰宅ビーム                               | 你的手所能碰觸 あなたに手が届く ／ Atteindre pour toucher                                                                              | 寄居蟹型怪人，能放射出使對手強制返回自家的光線。 軀體的超能岩裝甲能收納手足，在迴轉間可進行反擊。 濫用魯邦珍藏施放連接空間的剪刀攻擊，將領地橫衝直撞的擴張 妨礙者毫不留情地強制返家。 | -                       | 腹部 （7 1 8）                                    | 37                                                              | 張錦江   |
| 傑內克・索沙 ジャネーク・ソーサー Janeku・Sosa                                    | 189cm （47.3m） | 212kg （530.0t） | 遠隔劫機                         | ヘビーウィップ                               | 夢中使喚 夢中にさせる ／ Elle me rend fou                                                                                              | 蛇型怪人，用鞭般的雙腕戰鬥。 與Iserobu・Sutafuraido，為童年時期就一起作亂的搭檔。 濫用魯邦珍藏使汽車等交通工具暴走引起騷動。 在Desutora・Majjo的命令下，操控飛來弓引山的勝利先鋒，進行從魯邦連者那開始搶奪的計策。 | -                       | 胸腔 （1 0 6）                                    | 38                                                              | 陳卓智   |
| 伊賽羅布・斯塔夫萊德 イセロブ・スターフライド Iserobu・Sutafuraido                | 186cm （46.5m） | 209kg （522.5t） | 爆發物散布                       | エビフライングミサイル                       | 飛走了 飛び去って ／ Je veux menvoler                                                                                                  | 蝦型怪人，以擊射強力導彈戰鬥。 武器的噴射斧「團扇斧（ウチワックス）」，在空中戰時可裝備在背中成炸蝦飛行推進器進行飛行。 從Zamigo・Deruma的冰凍中解放後，濫用魯邦珍藏將妨礙者一邊漂浮於空中，一邊用炸蝦飛行導彈到處爆炸。 | 中年男子                | 胸腔 （9 1 7）                                    | 38 - 39                                                         |          |
| 裘根・瑪納提 ジュゴーン・マナッティ Jugon・Manatti                                | 183cm （45.8m） | 211kg （522.5t） | 擔心増幅詐欺                     | 心配の呪言                                   | 水上的煙霧 水の上の煙 ／ La fumée sur leau                                                                                             | 儒艮或海牛型怪人，放射能將人們擔心的心情增幅的射線。 其裝備著左手的「儒艮刀（ジュゴカッター）」與右手的「海牛刀（マナカッター）」，會當真正的武器一樣預習相關知識。 濫用魯邦珍藏在戰鬥時隱身於霧中，然後對魯邦藍與魯邦黃射出射線，讓兩人極度擔心。 |                         | 腹部 （1 0 5）                                    | 40                                                              |          |
| 托加蓋爾・納庫夏庫 トカゲイル・ナクシャーク Tokageiru・Nakushaku                  | 180cm （45.0m） | 198kg （495.0t） | 暴走亂鬥                         | 水面バシリ                                   | 柔軟的心 しなやかな心 ／ Le cœur élastique                                                                                             | 蜥蜴型怪人，用強韌的腳力於水上疾馳。 其裝備著背劍「蛇蜥紋（バシリスクレスト）」。 原持有的魯邦珍藏不知被誰奪走，濫用新入手的魯邦珍藏賦予彈性身體「繃（ボヨーン）」來回彈跳，衝撞並彈掉魯邦連者的攻擊。 |                         | 腹部 （0 9 3）                                    | 43                                                              |          |
| 納林佐瑪・希彭茲 ナリズマ・シボンズ Narizuma・Shibonzu                            | 185cm （46.3m） | 198kg （495.0t） | 身份偽装、機密情報洩漏           | シーホースナイプ                             | 人偶師 人形遣い ／ Le maître des marionnettes 萬人之聲 ／ Un million de voix                                                           | 海馬型怪人，擅長銃擊技。 其持有2座金庫，而被特殊分類為「雙重位階（ステイタス・ダブル）」。 其裝備著海馬銃「海馬狙擊手（シーホースナイパー）」。 至今為止，使用外皮偽裝成「東雲悟」，入侵國際特別警察法國本部，與Zamigo・Deruma勾結將無數機密流向Gangler。 濫用魯邦珍藏變聲成悟的聲音接近圭一郎。 更進一步地濫用奪自Tokageiru・Nakushaku的魯邦珍藏操控諾爾的身體使其陷入困境，企圖嫁禍給他為洩漏情報的犯人。 |                         | 左胸 （9 3 0） 右胸 （3 1 0）                     | 43 - 44                                                         |          |
| 薩門・雪克奇斯坦奇恩 サモーン・シャケキスタンチン Samon・Shakekisutanchin         | 193cm （48.3m） | 218kg （545.0t） | 大麻哈魚騷擾                     | 切り身配り、シャケ料理フルコース攻撃         | 像飢餓的野獸一樣 飢えた獣のように ／ Une faim de loup                                                                                  | 大麻哈魚型怪人，強制讓人在聖誕節吃鮭魚而不是吃火雞。 |                         | 腹部 （4 1 9）                                    | 45                                                              |          |
| 卡杰米 カーゼミー Kazemi                                                          | 183cm           | 199kg            | 公務執行妨害                     | ブッソウボム                                 | 那天又再一次了 あの日をもう一度 ／ Hier une fois de plus                                                                               | 翠鳥型怪人，以Gangler的殘黨身份現身。 在與巡邏連者交戰中魯邦連者出現，之後卷入兩方的戰鬥。 | -                       | 腹部 （5 0 2）                                    | 51                                                              |          |
| 福洛克・夏爾摩斯 エルロック・ショルメ Herlock Sholmes                             | 196cm （49.0m） | 216kg （540.0t） | 襲擊魯邦連者及巡邏連者           | 狐火、狐月                                   | 隕石落下 隕石おとし ／ En attendant qu'une étoile tombe                                                                                | 狐型怪人 | 名偵探 福洛克・夏爾摩斯 | 胸腔 （1 2 8）                                    | 《快盜戰隊魯邦連者VS警察戰隊巡邏連者 en film》                  |          |
| 威爾森 ウィルソン Wilson                                                          | 193cm （48.3m） | 227kg （568.0t） | 綁架、襲擊魯邦連者及巡邏連者     | トックリボルバー釜焼き撃ち                   | 歡迎來到密林 密林へようこそ ／ Bienvenue a la jungle                                                                                   | 貉型怪人 | 記者                    | 左腳 （8 1 2）                                    | 《快盜戰隊魯邦連者VS警察戰隊巡邏連者 en film》                  |          |
| 南帕里歐・潘吉諾 ナンパリオ・ペンギーノ Nanpario・Pengino                         | cm              | kg               |                                  |                                              | - | 企鵝型怪人 | -                       | 胸腔 （7 8 0）                                    | 《快盜戰隊魯邦連者VS警察戰隊巡邏連者 ～GIRLFRIENDS ARMY～》     |          |
| 馬古達・彭恩 マグーダ・ポーン Maguda・Pon                                         | cm              | kg               | 連續銀行強盜                     |                                              | 人生如花 人生は花 ／ La vie est une fleur l’eclair                                                                                     | 貉型怪人 | 掮客                    | 左腳 （8 1 1）                                    | 《快盜戰隊魯邦連者 + 警察戰隊巡邏連者 究極的變合體！》          |          |
| 佐尼克・李 ゾニック・リー Zonic・Lee                                              | cm              | kg               | 噪音騷擾                         |                                              | 頂級絕叫 トップに叫べ ／ Crier vers le haut                                                                                            | 雞型怪人 | -                       | 腹部 （3 2 9）                                    | 《警察戰隊巡邏連者 Feat. 快盜戰隊魯邦連者 ~另外一人的巡逻2號~》 |          |
| 納喬・克里匹 ナッチョ・クリーピー Natcho kuripi                                   | cm              | kg               | 煽動快盜與GSPO衝突               |                                              | 天使的麥克風 天使のマイク ／ Le microphone d'ange                                                                                      | |                         | 不明 （）                                         | 原聲音樂劇                                                      |          |
| 里路斯・里皮格 リルス・リピッグ Rirusu・Ripiggu                                   | 187cm           | 216kg            | 「Jerk Matter的埋藏寶藏」強盜    | ピッグリスピン                               | 焰 焔 ／ Le feu inoubliable 挪威的森林 ノルウェーの森 ／ Le bois norvègien 牆壁中的磚塊 壁の中のレンガ ／ Une autre brique dans le mur | 豬型怪人 | -                       | 左肩 （8 2 1） 右肩 （8 2 1） 左胸 （8 2 1）      | 《魯邦連者VS巡邏連者VS九連者》                                  |          |
| 迦尼瑪・諾希亞迦魯達 ガニマ・ノシアガルダ Ganima Noshiagaruda                     | 199cm           | 219kg            | 囚禁騎士龍                       | ガニミマムショック                           | - | 奇美拉型怪人 | -                       | 左胸 （） 胸腔 （） 右胸 （） 左背 （） 右背 （） | 《劇場版 騎士龍戰隊龍裝者VS魯邦連者VS巡邏連者》                 |          |

#### 集團兵卒
波達曼
本作中的雜兵，負責協助怪人們到處犯罪和戰鬥，同樣能以人類外皮的樣貌行動，共出現有持銃和持劍兩種類型。
改造波達曼
身高：184cm
體重：192kg
犯罪記錄：回憶竊盜
犯罪技：ひったくメモリー
魯邦珍藏：回憶（想い出 ／ La mémoire）、開心地去吧（楽しくいこうぜ／Prends-le dessus）
偽裝身份：-
金庫位置（密碼）：頭部（1 0 8）、頭部（不明）
經由Goshu的手改造將頭部移植成金庫的波達曼。在第29、31話出現。
在Goshu的指示下濫用魯邦珍藏，卻因效力而不完全發揮。奪取圭一郎的片段記憶轉換成照片，使巡邏連者困擾。
改造波達曼（赤）
身高：184cm
體重：188kg
犯罪記錄：綁架監禁
犯罪技：転送ポーズ
魯邦珍藏：一起遊戲吧（いっしょに遊ぼう ／ Attrapé dans le jeu）
波達曼（赤）
第50話出現紅色的巨大波達曼。

### Gangler 戰力
戈蘭姆 Goramu（ゴーラム）
身高：49.8m
體重：547.5t
犯罪記錄：器物大損壊
犯罪技：カメクダーク
Desutora所擁有的私兵，鱷龜型的擬似生命體。在第5話出現。
從特殊的單位彈中瞬間出現，並按照迪斯托拉的命令進行戰鬥。
可用肩部的水晶充能，來增加殼狀軀體的硬度，雙手的鱷龜指爪可將一切物質加以咬碎。
在第22話出現哥拉姆的紫色個體版本。
在第31話出現哥拉姆的綠色個體版本。
在第38話出現哥拉姆的黑色個體版本。
在第41話出現2隻哥拉姆的白色個體版本。
在第47話出現經Goshu改造強化後的紅色個體版本。
 戈蘭姆（青） Goramu（Blue）（ゴーラム（青））
身高：49.8m
體重：575.0t
犯罪記錄：器物大損壊
犯罪技：カメク弾
Desutora所擁有的私兵之一，哥拉姆的藍色個體版本。在第9話出現。
同樣可瞬間出現，並按照迪斯托拉的命令進行戰鬥。
可用肩部的水晶充能，雙手的鱷龜彈可進行連續發射。
 實驗體（実験体）
身高：196cm（巨大化：49.0 ～ 68.6m）
體重：233kg（巨大化：582.5 ～ 815.5t）
犯罪記錄：器物大損壊
犯罪技：緊弧五破斬
魯邦珍藏：壞傢伙（悪い奴ら ／ Les voyous）、叫醒你（あなたを起こす ／ L’Appel de réveil）、十字路（十字路 ／ Le croisement）、呼喊著我（私を呼んで ／ Appelle-moi）、燃燒的愛戀（燃えるような恋 ／ Ton amour brûlant）
偽裝身份：-
金庫位置（密碼）：左腿（9 1 9）、右臂（1 1 2）、右腳（4 0 8）、左肩（8 3 0）、胸腔（4 1 0）
豚鼠型怪人，經由Goshu的手全身金庫移植來進行強化改造手術。在第31、32話出現。
最後成為持有5座金庫而被特殊分類為「五重位階（ステイタス・クインティプル）」的特殊體。
而其身的5座金庫因連動鎖上的關係，必須得同時開鎖才能打開。
濫用魯邦珍藏，將最佳前鋒的能力抵銷，並依序嶄露其他4座金庫的能力，與魯邦連者、巡邏連者形成不相上下的角力。
 實驗體（黑）（実験体（黑））
身高：196cm（巨大化：49.0m）
體重：235kg（巨大化：587.5t）
犯罪記錄：器物大損壊
犯罪技：モルモレーザー
偽裝身份：-

## 魯邦連者和巡邏連者的裝備

### 共同裝備
- VS變身器（VSチェンジャー，VS Changer）

音效：三村輪迴
魯邦連者和巡邏連者所使用的銃型變身器，為高尾諾爾所改造出来的魯邦珍藏之一。
虽然可搭载VS变身器使用，但不同之處在於魯邦連者是將轉盤戰機轉置上方，而巡邏連者則將扳機機械轉置下方。
魯邦連者的變身音效為「（代表色）！（使用密碼）！面具昭示！快盜變身！魯邦連者！」（原文：マスカレイズ！快盗チェンジ！ルパンレンジャー！）而巡邏連者的變身音效為「（代表編號）！偵查昭示！警察變身！巡邏連者！」（原文：パトライズ！警察チェンジ！パトレンジャー！）
裝上最佳前鋒能根據使用者使用兩種不同的必殺技，巡邏連者使用時會使三人合體成「巡邏連U號（U號的日文發音跟日文的「融合」發音接近）」（但巡邏連者們對此合體非常嫌棄，甚至初次合體時鬧出不少笑話笑倒看戲的魯邦連者），並發動必殺技「一擊強襲（イチゲキストライク）」，魯邦連者使用時則是會把使用者變成三個人，並發動必殺技「收取強襲（イタダキストライク）」。
扭動已插上載器的槍身則可直接召喚載具。轉盤戰機的會發出「Get set，ready？」以及「起飛、起飛、起飛、Go！」的音效；扳機機械的會發出「各就各位，預備！」以及「跑起來、跑起來、跑起來、出動了！」的音效。
- VS載具（VSビークル，VS Vehicle）

魯邦連者和巡邏連者所使用的變身道具，可透過巨大化進行戰鬥。
目前除了有飛機型的轉盤戰機（Dial Fighter）和車型的扳機機械（Trigger Machine）這兩種之外，還有前鋒（Striker）和列車X（X-Train）這兩種特殊載具機組。

### 魯邦連者的裝備
- 魯邦劍（ルパンソード，Lupin Sword）

魯邦連者所使用的專用武器，共有劍與魔術手兩種模式可供變換。
原型為環首刀。
- 魯邦卡（ルパンカード，Lupin Card）

魯邦連者所使用的卡片，除了能作為預告信及告知函外，另外可作為投擲武器用。魯邦X / 巡逻X亦擁有此卡片。
- 扣帶（バックル，Buckle）

魯邦連者所使用的道具，可從中發射金屬線絲，通常用於進行任務及脫逃。
- 快盜禮服（快盗スーツ）

魯邦連者執行任務時所穿著的制服。
- 劍刃迴力鏢（ブレードブーメラン，Blade Boomerang）&剪刀護盾（シザーシールド，Scissor Shield）

用剪刀轉盤戰機&劍刃轉盤戰機發動「快盜推進（快盜ブースト）」後由兩臺轉盤戰機變化而成的武器，其中劍刃迴力鏢具有在投擲出去後分裂成兩把的能力。
- 魔術弓箭（マジックアロー，Magic Arrow）

用魔法转盘戰機發動「快盜推進（快盜ブースト）」後由其变化而成的武器，有發射能穿透敵人的光箭的能力。
- 灑水破壞者（スプラッシュバスター，Splash buster）

用扳機機械灑水發動「警察/快盜推進?（警察/快盜ブースト?）」後由其变化而成的武器，有噴射出具衝擊力的水柱或火焰的能力。
- 魯邦麥格農（ルパンマグナム，Lupin Magnum）

亞爾賽奴·魯邦放置在秘密住所的魯邦珍藏，同時也是魯邦紅專用銃型武器，擁有槍模式和機器人模式。
在諾爾查出其收藏處後前去回收卻遇險，於是Gooty聯絡魯邦連者前往協助，但最後只有魁利成功通過考驗並成為自己的新戰力。
在槍模式下，先轉動后面的轉盤，然后扣下扳機便會發出「轉盤昭示！（原文：ダイヤライズ）」。
在搭配VS变身器後，會發出「快盜狂熱！（原文：ルパンブィーバー！）」的音效，再轉動轉盤即可發動必杀技「收取●強襲（イタダキ●ストライク）」。
在機器人模式下，會發出「快盗變形！（原文：快盗ヘンケイ！）」的音效，便可變為身高和魯邦凯撒一样的巨大機器人，更能和左右手的兩架轉盤戰機合體。

### 巡邏連者的裝備
- 巡邏擴音警棒（パトメガボー，Patren Magabaud）

巡邏連者所使用的專用武器，共有警棒及擴音器兩種模式可供變換。
- GSPO戰術服（GSPO Tactical Unit）

國際特別警察機構戰力部隊 - 巡邏連者所穿著的制服。
- GSPO巡邏車（GSPOパトカー，GSPO Patrol Car）

國際特別警察機構戰力部隊 - 巡邏連者進行行動時的基本載具，為國際警察的基本配備，通常都由陽川咲也負責駕駛。
於第19話因咲也遭罰閉門思過而由圭一郎頂上駕駛員位置，而巡邏車後來遭Gangler一刀兩斷而摧毀，但該巡邏車後來已更換新車。
- 扳機機械吊車&扳機機械鑽頭（トリガーマシンクレーン＆トリガーマシンドリル，Trigger Machine Crane＆Trigger Machine Drill）

用扳機機械吊車&扳機機械鑽頭發動「警察推進（警察ブースト）」後由兩臺扳機機械變化而成的武器。

### 快盜X / 巡邏連X的裝備
- X變身器（エックスチエンジャー，X Changer）

魯邦X / 巡逻X的銃型變身器，由X列車金和銀兩架VS載具（縮小型）組合而成。
扭動兩架由已连接的列車X的銃身後，聲效为「X-Nize！（原文：エックスナイス！）」，根據轉動車頭的切換，在「魯邦連者」模式下，變身音效為「快盜X變身！魯邦X！」（原文：快盜エックスチェンジ！ルパンエックス！）；而「巡邏連者」模式的變身音效為「警察X變身！巡逻X！」（原文：警察エックスチェンジ！パトレンエックス！）
魯邦X / 巡逻X可扭動槍身至自身型態所對應的列車槍頭後會發出「前方無誤！信號燈無誤！發車無誤！出發前進！」以及「衝吧、衝吧、衝吧！」的音效並召喚X列車。
第23話得知被高尾諾爾用於做為修復VS載具的修復工具。
- X聖杖長劍（エックスロッドソード，X Rod Sword）

魯邦X / 巡逻X的專屬武器，根據手把的操作變換模式，分別為向上的「十手模式」（巡邏連者）和向下的「刀模式」（魯邦連者）兩種模式，兩個模式皆擁有各自的必殺技。
使用刀模式發動必殺技時會發出「X Time！Countdown！3，2，1，0...得手X Strike！」的音效。
使用十手模式發動必殺技時會發出「X Time！一手！二手！三手！...！十手！一騎當千！一撃X Strike！」的音效。
在X列車銀/金被召唤過來後，插入其駕駛座艙後轉動手把，可作為駕駛X列車的控制桿使用。

## VS載具
本作中出現的巨大交通工具型機體，其皆為魯邦珍藏，具有可攜帶的縮小型及可搭乘的原型兩種樣貌。
雖然雙方戰隊各自有不同的專屬機組可供使用，但在第5集時魯邦紅使用了扳機機械騎手，而巡逻1號使用了旋風轉盤戰機，在後期的故事中魯邦連者(包括追加戰士魯邦X)更因劇情所需而使用了本來是由巡邏連者所配備的扳機機械灑水和警報前鋒（儘管警報前鋒的名字中有前鋒二字，但由於沒有自主意識，加上具有扳機結構而非轉盤結構，故被歸類到扳機機械的行列中），故此雙方陣營皆可使用屬於對方陣營的VS載具。
另外在第11話因Pitchi·Kokku的關係得知VS載具有著性別之分，第16話從Gooty口中得知似乎部份VS載具遭到改造過。

### 轉盤戰機（ダイヤルファイター，Dial Fighter）
魯邦連者的專屬機組，大多都是飛行交通工具，變身或使用時都必須轉動轉盤輸入特定密碼才能使用。縮小型更可用作破解Gangler身上金庫的解碼器。
雖與扳機機械隸屬於不同戰隊所使用之戰鬥機組，但駕駛室設計及功能都一樣，而且可撥動Ready顯示燈以發動變形（也就是進攻模式）並使用變形後獨有的功能。

#### 紅轉盤戰機（レッドダイヤルファイター，Red Dial Fighter）
【基本資料】
| 機體高度 | 機體寬度 | 機體長度 | 機體重量 | 機體航速 | 機組力量輸出 |
| -------- | -------- | -------- | -------- | -------- | ------------ |
| 9.5m     | 19.9m    | 25.7m    | 400t     | 2.0馬赫  | 200萬馬力    |

魯邦紅專用的噴射戰鬥機，變身的密碼為「0・1・0」，第1話初次登場。
能在奪取目標後迅速脫離，並展現出其超音速巡航的極佳性能。
變形後的功能為能從內部的光砲發射光束捕捉網，不但能捕捉敵人，而且更能將捕捉物摧毀。變形前亦可按下VS變身槍的扳機發射兩枚導彈。
性能方面以速度自豪，並擅長激烈的混戰。
出擊時的音效為「レ・レ・レ・レーッド！」（Re-Re-Re-Red！）。

#### 藍轉盤戰機（ブルーダイヤルファイター，Blue Dial Fighter）
| 機體高度 | 機體寬度 | 機體長度 | 機體重量 | 機體航速 | 機組力量輸出 |
| -------- | -------- | -------- | -------- | -------- | ------------ |
| 10.2m    | 28.7m    | 29.2m    | 400t     | 1.2馬赫  | 150萬馬力    |

魯邦藍專用的空航賽飛機，變身的密碼為「2・6・0」，第1話初次登場。
能在複雜的狀況下狙擊目標，並利用最新型的雷達展現出其華麗地躲避障礙物的運動性能。
變形後，以機尾的5槍管的格林機槍進行連射攻擊。
性能方面具備精確的計算能力，並擅長複雜的雜技。
出擊時的音效為「ブ・ブ・ブ・ブルー！」（B-B-B-Blue！）。

#### 黃轉盤戰機（イエローダイヤルファイター，Yellow Dial Fighter）
| 機體高度 | 機體寬度 | 機體長度 | 機體重量 | 機體航速 | 機組力量輸出 |
| -------- | -------- | -------- | -------- | -------- | ------------ |
| 10.0m    | 26.2m    | 28.2m    | 300t     | 1.0馬赫  | 150萬馬力    |

魯邦黃專用的傾轉旋翼機，變身的密碼為「1・1・6」。設計外形取自《轟轟戰隊冒險者》的轟轟直升機，第1話初次登場。
能夠守護夥伴所奪取的目標，並展現出其垂直飛行及空中懸浮的攻擊性能。
變形後，以機尾的巨大圓鋸（旋轉鋸）將障礙物切斷。
性能方面快速且靈活，並擅長游擊作戰。
出擊時的音效為「イ・イ・イ・イエロー！」（Ye-Ye-Ye-Yellow！）。

#### 旋風轉盤戰機（サイクロンダイヤルファイター，Cyclone Dial Fighter）
| 機體高度 | 機體寬度 | 機體長度 | 機體重量 | 機體航速 | 機組力量輸出 |
| -------- | -------- | -------- | -------- | -------- | ------------ |
| 10.0m    | 17.0m    | 25.0m    | 400t     | 800km/h  | 200萬馬力    |

魯邦連者專用的直升機，啟動的密碼為「3・1・9」。設計外形取自《忍風戰隊破裏劍者》的天空神戰機型態，第5話初次登場。
能利用主螺旋槳及尾槳發揮出其高超生存性能。
變形後，主螺旋槳左右展開，迴避敵人攻擊。
性能方面能控制複雜的風和氣流，並擅長完美的逃脫。
裝在VS變身器上發動「快盜推進（快盗ブースト）」時，會放出由風構成的圓鋸，當三人同時射擊時，其他兩人射出的能量彈會和圓鋸結合，讓圓鋸的大小和威力變得更大。
出擊時的音效為「サ・サ・サ・サイクロン！」（Cy-Cy-Cy-Cyclone！）。

#### 剪刀轉盤戰機&劍刃轉盤戰機（シザーダイヤルファイター＆ブレードダイヤルファイター，Scissor Dial Fighter&Blade Dial Fighter）
| 機體高度 | 機體寬度 | 機體長度 | 機體重量 | 機體航速 | 機組力量輸出 |
| -------- | -------- | -------- | -------- | -------- | ------------ |
| 13.6m    | 20.7m    | 22.3m    | 500t     | 1.5馬赫  | 250萬馬力    |

魯邦連者專用的隱形戰鬥機，是由小型攻擊機與大型防禦機組合而成的特殊VS載具，第9話初次登場。
能使雷達照射無效化，並展現出奪取目標時最合適的隱秘性能。
性能方面擅長利用兩架機體銳利的剪刀和劍刃進行剪斷攻擊。
出擊時的音效為「シ・シ・シ・シザース！」（Sci-Sci-Sci-Scissors！）。

##### 剪刀轉盤戰機（シザーダイヤルファイター，Scissor Dial Fighter）
| 機體高度 | 機體寬度 | 機體長度 | 機體重量 | 機體航速 | 機組力量輸出 |
| -------- | -------- | -------- | -------- | -------- | ------------ |
| 10.4m    | 20.7m    | 22.3m    | 400t     | 1.2馬赫  | 200萬馬力    |

戰鬥機組合中的大型防禦機，啟動的密碼為「9・6・3」。
可變成盾牌進行武裝變換。
出擊時的音效為「シ・シ・シ・シザース！」（Sci-Sci-Sci-Scissors！）。

##### 劍刃轉盤戰機（ブレードダイヤルファイター，Blade Dial Fighter）
| 機體高度 | 機體寬度 | 機體長度 | 機體重量 | 機體航速 | 機組力量輸出 |
| -------- | -------- | -------- | -------- | -------- | ------------ |
| 6.8m     | 17.3m    | 15.8m    | 100t     | 1.0馬赫  | 50萬馬力     |

戰鬥機組合中的小型攻擊機，啟動的密碼為「2・0・0」。
可變成長劍進行武裝變換。
出擊時的音效為「ブ・ブ・ブ・ブレード！」（B-B-B-Blade！）。

#### 槌子轉盤戰機（ハンマーダイヤルファイター，Hammer Dial Fighter）
【基本資料】
| 機體高度 | 機體寬度 | 機體長度 | 機體重量 | 機體航速 | 機組力量輸出 |
| -------- | -------- | -------- | -------- | -------- | ------------ |
| 6.8m     | 21.6m    | 16.0m    | 100t     | 1.0馬赫  | 50萬馬力     |

魯邦連者專用的小型攻擊機，啟動的密碼為「8・8・0」，第11話初次登場。
為劍刃轉盤戰機因Pitchi・Kokku的射線而變成的樣貌。
可變成槌子進行武裝變換。
出擊時的音效為「ハ・ハ・ハ・ハンマー！」（Ha-Ha-Ha-Hammer！）。

#### 魔術轉盤戰機（マジックダイヤルファイター，Magic Dial Fighter）
【基本資料】
| 機體高度 | 機體寬度 | 機體長度 | 機體重量 | 機體航速 | 機組力量輸出 |
| -------- | -------- | -------- | -------- | -------- | ------------ |
| 11.2m    | 11.9m    | 30.4m    | 500t     | 750km/h  | 250萬馬力    |

魯邦連者專用的飛艇，其未改造的縮小型於第22話登場，其改造後的樣貌於第28話初次登場。
為首部已收錄於小暮先生的魯邦珍藏目錄內的VS載具，其法語名稱為「Voler maintenant」。於第22集時由諾爾提出以第21集時收集到的魯邦珍藏「變成石頭 （Je me change en pierre）」向小暮先生提出交換。
會於空中飄浮，再出其不意地變形伸出鐵球攻擊。
啟動的密碼為「0・2・9」，出擊時的音效為「マ・マ・マ・マジック！」（Ma-Ma-Ma-Magic！）。

#### 勝利前锋（ビクトリーストライカー，Victory Striker）
【基本資料】
| 機體高度 | 機體寬度 | 機體長度 | 機體重量 | 機體航速 | 機組力量輸出 |
| -------- | -------- | -------- | -------- | -------- | ------------ |
| 10.4m    | 27.7m    | 32.3m    | 600t     | 2.1馬赫  | 300萬馬力    |

鲁邦紅專用的噴射客機，搭配在VS变身器身上會使鲁邦紅強化变身成「超级鲁邦紅」(第39話)，擁有巨大的火力和空中制御性能，在攻击模式下可從展開的機鼻和機體上方4具引擎發射強力光束炮。第38話初次登場時由宇宙飛來，被魯邦連者發現在某座山的上空飛過的時候，受Gangler怪人ジャネーク・ソーサー控制，攻擊打算回收勝利前锋並駕駛着轉盤戰機的魯邦連者。
後來ジャネーク・シーサー被魯邦X奪取能遙控任何載具的鲁邦珍藏「Elle me rend fou」後,令魯邦連者成功奪回其操控權。
第51話巡邏X用其強化變身為「超級巡邏X」。
啟動密碼為「1・1・1」，变身音效為「（代表前锋）！（使用密碼）！奇蹟面具昭示！超级快盜變身！魯邦連者！」（原文：ミラクルマスカレイズ！ズーパー快盜チェンジ！ルパンレンジャー！），出擊時的音效為「ビ・ビ・ビ・ビクトリー！」（V-V-V-Victory！）

#### 繪畫轉盤戰機（ペイントダイヤルファイター，Paint Dial Fighter）
【基本資料】
| 機體高度 | 機體寬度 | 機體長度 | 機體重量 | 機體航速 | 機組力量輸出 |
| -------- | -------- | -------- | -------- | -------- | ------------ |
| m        | m        | m        | t        | 馬赫     | 萬馬力       |

魯邦連者專用的噴射戰鬥機，為紅轉盘戰機的改色個體。
啟動的密碼為「2・1・0」，出動時的音效為「ペ・ペ・ペ・ペイント！」。（P-P-P-Paint！）。

#### 稜鏡轉盤戰機（プリズムダイヤルファイター，Prism Dial Fighter）
【基本資料】
| 機體高度 | 機體寬度 | 機體長度 | 機體重量 | 機體航速 | 機組力量輸出 |
| -------- | -------- | -------- | -------- | -------- | ------------ |
| m        | m        | m        | t        | 馬赫     | 萬馬力       |

魯邦連者專用的噴射戰鬥機，也是紅轉盘戰機的透明樣式。
啟動的密碼為「2・6・3」，出動時的音效為「プ・プ・プ・プリズム！」。（P-P-P-Prism！）。

#### 音樂轉盤戰機（ミュージックダイヤルファイター，Music Dial Fighter）
【基本資料】
| 機體高度 | 機體寬度 | 機體長度 | 機體重量 | 機體航速 | 機組力量輸出 |
| -------- | -------- | -------- | -------- | -------- | ------------ |
| m        | m        | m        | t        | 馬赫     | 萬馬力       |

#### 特殊轉盤戰機（スペシャルダイヤルファイター，Special Dial Fighter）
【基本資料】
| 機體高度 | 機體寬度 | 機體長度 | 機體重量 | 機體航速 | 機組力量輸出 |
| -------- | -------- | -------- | -------- | -------- | ------------ |
| m        | m        | m        | t        | 馬赫     | 萬馬力       |

魯邦連者專用的噴射戰鬥機，也是紅轉盤戰機的全红樣式。
啟動的密碼為「9・9・9」，出動時的音效為「ス・ス・ス・スペシャル！」。（S-S-S-Special！）。

### 扳機機械（トリガーマシン，Trigger Machine）
巡邏連者的專屬機組，大多是陸上型交通工具，在變身或使用時機組上的扳機按鈕大致上取代了VS變身器的扳機按鈕位置。縮小型更可將Gangler身上金庫的密碼重設並鎖死。
雖與轉盤戰機隸屬於不同戰隊所使用之戰鬥機組，但駕駛室設計及功能都一樣，而且可撥動Ready顯示燈以發動變形（也就是進攻模式）並使用變形後獨有的功能。

#### 扳機機械1號（トリガーマシン1号，Trigger Machine 1 Gou）
【基本資料】
| 機體高度 | 機體寬度 | 機體長度 | 機體重量 | 機體航速 | 機組力量輸出 |
| -------- | -------- | -------- | -------- | -------- | ------------ |
| 10.4m    | 11.9m    | 23.6m    | 400t     | 700km/h  | 200萬馬力    |

巡逻1號配備的超高速巡邏車。設計外形取自《特搜戰隊刑事連者》的特警衝鋒車，第2話初次登場。
能夠迅速確保兇惡罪犯，並展現出其一瞬間達到最高速度的追蹤性能。
變形後，車輪會追加為六輪的輻射胎，並在3秒的倒數後可發揮超音速的速度追截敵人，但難以煞停。
性能方面以爆走自豪，並擅長警戒中的緊急追跡。
出擊時的音效為「爆・音・猛・衝！」。

#### 扳機機械2號（トリガーマシン2号，Trigger Machine 2 Gou）
【基本資料】
| 機體高度 | 機體寬度 | 機體長度 | 機體重量 | 機體航速 | 機組力量輸出 |
| -------- | -------- | -------- | -------- | -------- | ------------ |
| 10.0m    | 10.2m    | 22.8m    | 300t     | 600km/h  | 150萬馬力    |

巡邏2號配備的重武裝巡邏車。設計外形取自《炎神戰隊轟音者》的鋼砲警犬，第2話初次登場。
能在高度的組織犯罪初期發揮有效作用，並展現出其使用強化能量攻擊彈、催淚彈、特殊噴水等的射擊性能。
變形後，車頭可伸展出扳機加農炮並進行炮擊。
性能方面裝置了夜視雷達，並擅長警戒中的百發百中射擊。
出擊時的音效為「百・發・百・中！」。

#### 扳機機械3號（トリガーマシン3号，Trigger Machine 3 Gou）
【基本資料】
| 機體高度 | 機體寬度 | 機體長度 | 機體重量 | 機體航速 | 機組力量輸出 |
| -------- | -------- | -------- | -------- | -------- | ------------ |
| 10.4m    | 12.6m    | 22.8m    | 300t     | 500km/h  | 150萬馬力    |

巡邏3號配備的警棒巡邏車，第2話初次登場。
能使地區密集犯罪的激烈反擊無效化，並展現出可進行跨區域逮捕的優秀格鬥性能。
變形後，車頭的巨大棍棒（警棒）會伸向左方並可伸延出去打擊敵人，亦可作為障礙物以截停目標，更能作為支柱支撐重型物件。
性能方面裝載堅固的裝甲，並擅長警戒中的必殺一擊。
出擊時的音效為「橫・掃・千・軍！」。

#### 扳機機械騎手（トリガーマシンバイカー，Trigger Machine Biker）
【基本資料】
| 機體高度 | 機體寬度 | 機體長度 | 機體重量 | 機體航速 | 機組力量輸出 |
| -------- | -------- | -------- | -------- | -------- | ------------ |
| 11.1m    | 9.4m     | 28.4m    | 400t     | 720km/h  | 200萬馬力    |

巡邏連者配備的巨大白色機車。設計外形取自《特搜戰隊刑事連者》的特搜機車，第5話初次登場。
能在惡劣的道路上追蹤，並展現以最高速度一口氣衝上陡坡的優秀機動性能。
變形後，前輪展開成溜溜球，並以獨輪行駛下捕縛敵人。
性能方面能自在轉彎，並擅長警戒中的疾速逮捕。
裝在VS變身器上發動「警察推進（警察ブースト）」時，會放出高速滾動的輪胎形能量彈，當三人同時射擊時，其他兩人射出的能量彈會和輪胎形能量彈結合，讓輪胎形能量彈的大小和威力變得更大。
出擊時的音效為「長・驅・直・入！」。

#### 扳機機械吊車&扳機機械鑽頭（トリガーマシンクレーン＆トリガーマシンドリル，Trigger Machine Crane＆Trigger Machine Drill）
| 機體高度 | 機體寬度 | 機體長度 | 機體重量 | 機體航速 | 機組力量輸出 |
| -------- | -------- | -------- | -------- | -------- | ------------ |
| 11.7m    | 9.4m     | 29.8m    | 500t     | 400km/h  | 250萬馬力    |

巡邏連者配備的巨大起重吊車，是由小型鑽頭車與大型起重車組合而成的特殊VS載具，第14話初次登場。
扳機機械鑽頭展現出在地中的探索性能，扳機機械吊車則是能將敵人吊起來並加以捕縛。
性能方面擅長以鑽頭疾走於吊車的吊臂上進行突擊的連攜攻擊。
出擊時的音效為「伸・縮・自・如！」。

##### 扳機機械吊車（トリガーマシンクレーン，Trigger Machine Crane）
| 機體高度 | 機體寬度 | 機體長度 | 機體重量 | 機體航速 | 機組力量輸出 |
| -------- | -------- | -------- | -------- | -------- | ------------ |
| 11.7m    | 9.4m     | 29.8m    | 400t     | 450km/h  | 200萬馬力    |

起重機組合中的大型起重車，同時收納扳機機械鑽頭。設計外形取自《特命戰隊Go Busters》的BC-04。
出擊時的音效為「伸・縮・自・如！」。

##### 扳機機械鑽頭（トリガーマシンドリル，Trigger Machine Drill）
| 機體高度 | 機體寬度 | 機體長度 | 機體重量 | 機體航速 | 機組力量輸出 |
| -------- | -------- | -------- | -------- | -------- | ------------ |
| 8.0m     | 7.8m     | 12.9m    | 100t     | 500km/h  | 50萬馬力     |

起重機組合中的小型鑽頭車，平時收納在扳機機械吊車內，故此出擊時必需先召喚扳機機械吊車。設計外形分別取自《轟轟戰隊冒險者》的轟轟鑽頭車（車身）及《烈車戰隊特急者》的鑽頭烈車／鑽頭暗影號（鑽頭）。
出擊時的音效為「集・中・突・圍！」。

#### 扳機機械灑水（トリガーマシンスプラッシュ，Trigger Machine Splash）
| 機體高度 | 機體寬度 | 機體長度 | 機體重量 | 機體航速 | 機組力量輸出 |
| -------- | -------- | -------- | -------- | -------- | ------------ |
| 12.4m    | 9.4m     | 28.7m    | 500t     | 700km/h  | 250萬馬力    |

巡邏連者配備的消防車，被魯邦連者竊取並使用。第30話初次登場。
可變形伸長雲梯噴出高壓水流、能隨救火需要換成化學滅火泡沫，十分適合用於火災救援。
原是以前亞森・魯邦送給自己喜欢的女性的定情信物，然后就下落不明，后来朝加圭一郎從违法拍卖者的手上夺回，被鲁邦红夺去。
出擊時的音效為「奔・流・滅・火！」。

#### 警笛前锋（サイレンストライカー，Siren Striker）
【基本資料】
| 機體高度 | 機體寬度 | 機體長度 | 機體重量 | 機體航速 | 機組力量輸出 |
| -------- | -------- | -------- | -------- | -------- | ------------ |
| 11.6m    | 11.6m    | 27.5m    | 600t     | 600km/h  | 300萬馬力    |

原本是巡邏連者專用的戰車，後來改為魯邦X/魯邦連者專用的戰車，當魯邦連者/巡邏連者搭配在VS变身器上發射時，能令被VS变身器瞄準的鲁邦X強化变身成「超级鲁邦X」，擁有強韌的裝甲，可同時使用主砲和兩側的副砲作強力砲擊，在攻击模式下可展开一对刀锋进行打飛敵人的攻击。第38話初次登場時被魯邦連者發現收納在勝利前锋內，並由魯邦紅駕駛出擊。
此後由高尾諾爾保管並持有。
於第51話完璧歸趙，交還給朝加圭一郎使用，搭配在VS變身器身上使巡邏一號強化變身為「超級巡邏一號」。
變身音效為「（代表前锋）！Great Pat Rise！超警察變身！巡邏連者！」（原文：グレイトパトライズ！超警察チェンジ！パトレンジャー！），出擊時的音效為「勇・猛・果・斷！」。

#### 扳機機械猛犬（トリガーマシンドッグ，Trigger Machine Dog）
| 機體高度 | 機體寬度 | 機體長度 | 機體重量 | 機體航速 | 機組力量輸出 |
| -------- | -------- | -------- | -------- | -------- | ------------ |
| m        | m        | m        | t        | km/h     | 萬馬力       |

巡邏連者配備的超高速巡逻车，為扳機机械1號的衍生版本。
出擊時的音效為「猛・犬・注・意！」。

#### 扳機機械閃光（トリガーマシンスフラッシュ，Trigger Machine Flash）
| 機體高度 | 機體寬度 | 機體長度 | 機體重量 | 機體航速 | 機組力量輸出 |
| -------- | -------- | -------- | -------- | -------- | ------------ |
| m        | m        | m        | t        | km/h     | 萬馬力       |

巡邏連者配備的超高速巡邏車，為扳機機械1號的衍生版本。
出擊時的音效為「一・世・风・靡！」。

#### 扳機機械音樂（トリガーマシンスミュージック，Trigger Machine Music）
| 機體高度 | 機體寬度 | 機體長度 | 機體重量 | 機體航速 | 機組力量輸出 |
| -------- | -------- | -------- | -------- | -------- | ------------ |
| m        | m        | m        | t        | km/h     | 萬馬力       |

#### 扳機機械特殊（トリガーマシンスペシャル，Trigger Machine Special）
【基本資料】
| 機體高度 | 機體寬度 | 機體長度 | 機體重量 | 機體航速 | 機組力量輸出 |
| -------- | -------- | -------- | -------- | -------- | ------------ |
| m        | m        | m        | t        | 馬赫     | 萬馬力       |

巡邏連者配備的超高速巡邏車，為扳機機械1號的衍生版本。
出擊時的音效為「百・花・缭・亂！」。

### 前鋒（ストライカー，Striker）
本身擁有自主意識的魯邦珍藏（警笛前鋒和勝利前鋒因本身缺乏自主意識而不包括在內。）。

#### 最佳前锋（グッドストライカー，Good Striker）
（CV：三矢雄二／香港CV：黃積權／台灣CV：彭彥錚(TV版)、歐祖豪(劇場版)）

【基本資料】
| 機體高度     | 機體寬度 | 機體長度 | 機體重量 | 機體航速 | 機組力量輸出 |
| ------------ | -------- | -------- | -------- | -------- | ------------ |
| 轉盤戰機模式 |          |          |          |          |              |
| 15.0m        | 39.4m    | 52.4m    | 1000t    | 1.0馬赫  | 500萬馬力    |
| 扳機機械模式 |          |          |          |          |              |
| 16.7m        | 21.9m    | 44.5m    | 1000t    | 700km/h  | 500萬馬力    |

第一人稱「俺等（おいら）」。屬於魯邦珍藏之一，擁有自主意識，會隨著自己的興致去協助魯邦連者或巡邏連者，似乎害怕著小暮先生，在聽到魯邦連者提到小暮先生時就嚇得四處逃竄，與高尾諾爾之間亦有過一段交情。暱稱為「Gooty（グッティ）」。
最初是由巡邏連者持有，但在巡邏連者第一次拿出來用後就跑去幫魯邦連者，其後第3集魯邦連者使用後因為提及小暮先生而落跑並被巡邏連者強行拿去使用，之後就自行離去不知去向了。
第4話時證實會在準備使出必殺技時才跑出來，並隨著其自身的心情轉換想協助的陣營，有時更會將轉盤戰機或扳機機械從魯邦連者或巡邏連者手上取走，並擅自以個人感覺給予它們應該屬於的戰隊。
在轉盤戰機模式（魯邦連者）下，會展開機翼及機頭，而在扳機機械模式（巡邏連者）下，則是收回機翼及機頭（外觀設計取自《炎神戰隊轟音者》的鷹速鬥輪）。而且更有強制解除合體功能。
合體成魯邦凱撒的口頭禪為「奪取勝利吧」，而合體成巡邏凱撒的口頭禪則為「守護正義吧」。
第18話時得知被亞爾賽奴·魯邦賦予守護其他魯邦珍藏的使命，因此對巡邏連者無視魯邦珍藏的行為有些不高興。
第19話證實自身可偵測Gangler留下的氣息之能力，從而得知附近是否有Gangler出沒過。
第20集出場時因看到X列車而認出高尾諾爾，並在魯邦連者對高尾諾爾的存在有疑問之時出口保證。
第43集魯邦連者提起諾爾不是人類的事時，它似乎已一早知道此事。
在合體為魯邦凱撒 / 巡邏凱撒後在紅戰士的駕駛座前會突出1個自稱為最佳前锋的腹語人偶，合體為強感凱撒VSX時則在魯邦X / 巡邏X的駕駛座前。而人偶的帽子會根據操控者產生變化，魯邦連者操控時人偶的帽子為大禮帽，巡邏連者操控時人偶的帽子則是警帽，合體為強感凱撒VSX時則是皇冠。第45話時為配合當集的聖誕主題，故此人偶的帽子在準備使出必殺技時改為聖誕帽（此設定取自《烈車戰隊特急者》本篇的券券及劇場版限定的帕斯可）。
轉盤戰機模式發動必殺技時的啟動密碼為「3・2・1」，出擊時的音效為「グ・グ・グ・グーッド！」（G-G-G-Good！），扳機機械模式出擊時的音效為「一・撃・必・殺！」。

#### 頭獎前鋒（ジャックポットストライカー，Jackpot Striker）
（CV：藤原啓治／香港CV：李凱傑／台灣CV：彭彥錚(TV版)、馬伯強(劇場版)）

【基本資料】
| 機體高度 | 機體寬度 | 機體長度 | 機體重量 | 機體航速 | 機組力量輸出 |
| -------- | -------- | -------- | -------- | -------- | ------------ |
| 17.3m    | 39.4m    | 52.4m    | 1100t    | 馬赫1.1  | 550萬馬力    |

於劇場版《快盜戰隊魯邦連者VS警察戰隊巡邏連者 en film》登場的魯邦珍藏，不慎被困在Gangler的異世界里，後與魁利等人偶然相遇。暱稱為「Jack（ジャック）」。
和最佳前锋一樣擁有自主意识，貌似在從前就已經與其相識，更與它一樣，能夠在VS变身器上使用，而且由魯邦連者使用時會使整支戰隊的全员融合成一體的形態——「鲁邦三色旗（Lupin Tricolore）」。
啟動密碼為「7・7・7」，出擊時的音效為「ジ・ジ・ジ・ジャックポット！」（J-J-J-Jackpot！)
於劇場版《快盜戰隊魯邦連者VS警察戰隊巡邏連者 en film》與魯邦連者合作完後不知去向，於第51話再度現身來打開東古拉尼歐的金庫並拯救出魯邦連者，從口中得知是被勝利、彩及詩穗三人找出。
另外由於頭獎前鋒擁有能藉由金庫強行控制Gangler成員身體行動(包含開啟金庫，但前提是要進入該Gangler成員的金庫)的能力，因此成為了結局中魯邦連者逃出東古拉尼歐的金庫的關鍵，而進入的方法就是利用當時魯邦連者們持有的魯邦珍藏目錄跟魯邦大宅內的珍藏庫之間的空間連結讓頭獎前鋒進入東古拉尼歐的金庫內部。

### 列車X（エックストレイン，X Train）
魯邦X / 巡邏X的專屬機組，正如其名皆為列車型交通工具。
與轉盤戰機和扳機機械的唯一不同是，變身用列車X（魯邦X或巡邏X時）既無轉盤結構也無扳機結構。
魯邦X / 巡邏X可於金列車X及銀列車X連接時將手把撥到另一陣營的徽號，駕駛室會自動移到中間並變身為另一陣營的戰士，駕駛室才轉移到另一邊的駕駛室。

#### 銀列車X（エックストレインシルバー，X Train Silver）
【基本資料】
| 機體高度 | 機體寬度 | 機體長度 | 機體重量 | 機體航速 | 機組力量輸出 |
| -------- | -------- | -------- | -------- | -------- | ------------ |
| 10.5m    | 8.0m     | 61.5m    | 600t     | 800km/h  | 300萬馬力    |

魯邦X專用的新幹線，可與金列車X對接及分離，第20話初次登場。
能以前緣使空氣阻力無效化來展現速度持續功能。
劍刃型的排障器能斬裂空氣，擅長以強烈的衝擊波將敵人彈飛的攻擊。
必殺技為與金列車X對接後位於車頂上方的火炮發出死光的「X格特林炮射擊」（此招可與列車魯邦凱撒的必殺技同時使出）。
從第23集得知與金列車X合體成X變身器後可根據數據修復魯邦收藏品。
出擊時的音效為「エ・エ・エ・エーックス！（x-x-x-X！）」。

#### 金列車X（エックストレインゴールド，X Train Gold）
【基本資料】
| 機體高度 | 機體寬度 | 機體長度 | 機體重量 | 機體航速 | 機組力量輸出 |
| -------- | -------- | -------- | -------- | -------- | ------------ |
| 20.2m    | 10.2m    | 68.3m    | 800t     | 700km/h  | 400萬馬力    |

巡邏X專用的蒸汽機關火車，除了可與銀列車X對接及分離外，其余的兩個對接口更能與另外兩架X列車對接成X字形阵势，第20話初次登場。
搭載超級鍋爐，並展現力量增幅性能。
車輛後部搭載巨大的列車砲組件。
擅長以堅硬的身軀衝撞敵人同時破壞堅固的岩壁。
必殺技為與X列車銀對接後位於車頂上方的火炮發出死光的「X格特林炮射擊」(此招可與列車巡邏凱撒的必殺技同時使出)。
出擊時的音效為「エ・エ・エ・エーックス！(x-x-x-X！)」。
第45話時諾爾為了協助找尋食材而利用它於一日內來回BISTROT Jurer與法國國際警察總部兩次。

#### 列車X火焰（エックストレインファイアー，X Train Fire）
【基本資料】
| 機體高度 | 機體寬度 | 機體長度 | 機體重量 | 機體航速 | 機組力量輸出 |
| -------- | -------- | -------- | -------- | -------- | ------------ |
| 9.1m     | 11.0m    | 28.9m    | 400t     | 750km/h  | 200萬馬力    |

魯邦X專用的新幹線，魯邦連者及巡邏連者亦可召喚，另外可連結於金列車X的後方，第20話初次登場。
搭配VS變身器時啟動密碼為「2・1・8」，出擊時的音效為「フ・フ・フ・ァイアー！」（F-F-F-Fire！）。

#### 列車X雷電（エックストレインサンダー，X Train Thunder）
【基本資料】
| 機體高度 | 機體寬度 | 機體長度 | 機體重量 | 機體航速 | 機組力量輸出 |
| -------- | -------- | -------- | -------- | -------- | ------------ |
| 10.2m    | 10.5m    | 29.7m    | 400t     | 600km/h  | 200萬馬力    |

巡邏X專用的柴油火車，魯邦連者及巡邏連者亦可召喚，另外可連結於銀列車X的後方，第20話初次登場。
搭配VS变身器時的出擊音效為「風・馳・電・掣！」。

#### X列車鎖鏈（エックストレインチェーン，X Train Chain）
【基本資料】
| 機體高度 | 機體寬度 | 機體長度 | 機體重量 | 機體航速 | 機組力量輸出 |
| -------- | -------- | -------- | -------- | -------- | ------------ |
|          |          |          |          |          |              |

魯邦X專用的新幹線，為銀色系X列車的結合型。
搭配VS变身器時启动密码為「1・0・0」，出擊時的音效為「チ・チ・チ・チェーン！」（C-C-C-Chain！）。

#### X列車監獄（エックストレインジェイル，X Train Jail）
【基本資料】
| 機體高度 | 機體寬度 | 機體長度 | 機體重量 | 機體航速 | 機組力量輸出 |
| -------- | -------- | -------- | -------- | -------- | ------------ |
|          |          |          |          |          |              |

巡邏X專用的蒸汽機關火車，為金色系X列車的結合型。
搭配VS变身器時的出擊音效為「質・實・剛・健！」。

## 合體機械
本作中的初期機體由於是兩個戰隊輪流使用其中一台機體（最佳前鋒）進行合體，因此在宣言合體時的用語並非「合体（ガッタイ）」，而是結合了日文的「合体（ガッタイ）」和英文的「Time（タイム）」的「合時（ガッタイム）」。

### 快盜合時（カイトウガッタイム）

#### 魯邦凱撒（ルパンカイザー，Lupin Kaizer/港譯：快盜王）
【基本資料】
| 機體高度 | 機體寬度 | 機體厚度 | 機體重量 | 機體航速 | 機體飛行航速 | 機組力量輸出 |
| -------- | -------- | -------- | -------- | -------- | ------------ | ------------ |
| 46.5m    | 46.0m    | 27.5m    | 2000t    | 500km/h  | 1.0馬赫      | 1000萬馬力   |

魯邦連者的巨大機器人，由紅（頭部）、藍（右臂）和黄（左臂）三架轉盤戰機及最佳前锋轉盤戰機模式（胴體和下半身）合體而成，第2話初次登場。
必殺技為使用巨型VS變身器連續射擊的「最佳前鋒連射 擊倒射擊（グッドストライカー連射　倒れちまえショット）」。

#### 勝利魯邦凱撒（ビクトリールパンカイザー，Victory Lupin Kaizer）
【基本資料】
| 機體高度 | 機體寬度 | 機體厚度 | 機體重量 | 機體航速 | 機體飛行航速 | 機組力量輸出 |
| -------- | -------- | -------- | -------- | -------- | ------------ | ------------ |
|          |          |          |          |          |              |              |

魯邦連者的巨大機器人，由勝利前鋒（頭部）、扳機機械灑水（右臂）、轉盤戰機魔術（左臂）及最佳前锋轉盤戰機模式（胴體和下半身）合體而成。第39話初次登場。

#### 警笛魯邦凱撒（サイレンルパンカイザー，Siren Lupin Kaizer）
【基本資料】
| 機體高度 | 機體寬度 | 機體厚度 | 機體重量 | 機體航速 | 機體飛行航速 | 機組力量輸出 |
| -------- | -------- | -------- | -------- | -------- | ------------ | ------------ |
|          |          |          |          |          |              | 1300萬馬力   |

魯邦連者/魯邦X的巨大機器人，由警報前鋒（頭部）、扳機機械灑水（右臂）、和轉盤戰機魔術（左臂）及最佳前锋轉盤戰機模式（胴體和下半身）合體而成。第38話初次登場。
必殺技為「最佳前锋 擊碎加農（グッドストライカー　擊ち碎いちまえキャノン）」。

#### 魯邦君王（ルパンレックス，Lupin Rex）
【基本資料】
| 機體高度 | 機體寬度 | 機體厚度 | 機體重量 | 機體航速 | 機體飛行航速 | 機組力量輸出 |
| -------- | -------- | -------- | -------- | -------- | ------------ | ------------ |
| 41.0m    | 40.6m    | 27.5m    | 2100t    | 500km/h  | 1.1馬赫      | 1050萬馬力   |

魯邦連者的巨大機器人，由紅（頭部）、藍（右手）、黄（左手）三架轉盘戰機和頭獎前鋒（胴體和下半身）合體而成，於劇場版《快盜戰隊魯邦連者VS警察戰隊巡邏連者 en film》登場。
擅長擊劍技巧，巨大的專用劍擁有將任何東西一刀兩斷的力量。

### 快盜變形（カイトウヘンケイ）

#### 魯邦麥格農（機器人模式）（ルパンマグナム（ロボモード），Lupin Magnum（Robo Mode））
【基本資料】
| 機體高度 | 機體寬度 | 機體厚度 | 機體重量 | 機體航速 | 機組力量輸出 |
| -------- | -------- | -------- | -------- | -------- | ------------ |
| 38.8m    | 19.0m    | 16.3m    | 1200t    | 600km/h  | 600萬馬力    |

魯邦連者的巨大自律型機器人，能以腳部的氣墊裝置一邊滑行一邊以雙臂機槍華麗地掃射
必殺技為「（イカサマ・ドストライク）」。

#### 魯邦麥格農上級（ルパンマグナムスーペリア，Lupin Magnum Superior）
【基本資料】
| 機體高度 | 機體寬度 | 機體厚度 | 機體重量 | 機體航速 | 機組力量輸出 |
| -------- | -------- | -------- | -------- | -------- | ------------ |
| 38.8m    |          |          |          |          |              |

魯邦連者的巨大自律型機器人，由魯邦麥格農（頭部、胴體和下半身）、黄（左手）和藍（右手）兩架轉盘戰機組合而成。
必殺技為「 」。

### 變換時間（カエマショータイム）

#### 魯邦凱撒螺旋戰機（ルパンカイザーサイクロン，Lupin Kaizer Cyclone）
【基本資料】
| 機體高度 | 機體寬度 | 機體厚度 | 機體重量 | 機體航速 | 機組力量輸出 |
| -------- | -------- | -------- | -------- | -------- | ------------ |
| 46.5m    | 40.5m    | 27.5m    | 2100t    | 500km/h  | 1050萬馬力   |

由紅（頭部）、藍（右臂）和旋風（左臂）三架轉盤戰機及最佳前鋒轉盤戰機模式（胴體和下半身）合體而成，第6話初次登場。
必殺技為「最佳前鋒連射 吹飛射擊（グッドストライカー連射 吹き飛んじまえショット）」。

#### 騎士魯邦凱撒（ルパンカイザーナイト，Lupin Kaizer Knight）
【基本資料】
| 機體高度 | 機體寬度 | 機體厚度 | 機體重量 | 機體航速 | 機組力量輸出 |
| -------- | -------- | -------- | -------- | -------- | ------------ |
| 46.5m    | 36.2m    | 27.5m    | 2200t    | 1.0馬赫  | 1100萬馬力   |

由紅（頭部）、藍（右臂）、剪刀（左臂和左臂武裝）和劍刃（右臂武裝）四架轉盤戰機及最佳前鋒轉盤戰機模式（胴體和下半身）合體而成，第10話初次登場。
陣式概念及設計取自《百獸戰隊牙吠連者》的牙吠王劍盾／牙吠騎士。
必殺技為「最佳前鋒 全斬斬擊（グッドストライカー ぶった斬っちまえスラッシュ）」。

#### 魯邦凱撒鎚子騎士（ルパンカイザーハンマーナイト，Lupin Kaizer Hammer Knight）
【基本資料】
| 機體高度 | 機體寬度 | 機體厚度 | 機體重量 | 機體航速 | 機組力量輸出 |
| -------- | -------- | -------- | -------- | -------- | ------------ |
| 46.5m    | 36.2m    | 27.5m    | 2200t    | 1.0馬赫  | 1100萬馬力   |

由紅（頭部）、藍（右臂）、剪刀（左臂和左臂武裝）和槌子（右臂武裝）四架轉盤戰機及最佳前鋒轉盤戰機模式（胴體和下半身）合體而成，第11話初次登場。
必殺技為「最佳前鋒連打 旋轉擊飛（グッドストライカー連打 ぐるぐるぶっ飛べヒットベー）」。

#### 旋天騎士魯邦凱撒（ルパンカイザーサイクロンナイト，Lupin Kaizer Cyclone Knight）
【基本資料】
| 機體高度 | 機體寬度 | 機體厚度 | 機體重量 | 機體航速 | 機組力量輸出 |
| -------- | -------- | -------- | -------- | -------- | ------------ |
| 46.5m    | m        | 27.5m    | t        | km/h     | 萬馬力       |

由紅（頭部）、旋風（右臂）和剪刀&劍刃（左臂和左臂武裝）四架轉盤戰機及最佳前鋒轉盤戰機模式（胴體和下半身）合體而成，第16話初次登場。
必殺技為「最佳前鋒 擊射斬擊（グッドストライカー 撃ち抜いちまえフラッシュ）」。

#### 列車魯邦凱撒（ルパンカイザートレインズ，Lupin Kaizer Trains）
【基本資料】
| 機體高度 | 機體寬度 | 機體厚度 | 機體重量 | 機體航速 | 機組力量輸出 |
| -------- | -------- | -------- | -------- | -------- | ------------ |
| 46.5m    | 43.7m    | 27.5m    | 2200t    | 600km/h  | 1100萬馬力   |

由紅轉盤戰機（頭部）、雷電（右臂）和烈焰（左臂）兩架X列車及最佳前鋒轉盤戰機模式（胴體和下半身）合體而成。第20話初次登場。
必殺技為「最佳前鋒 燃盡烈焰（グッドストライカー 燃え尽きちまえファイヤー）」。

#### 魔術師魯邦凱撒（ルパンカイザーマジック，Lupin Kaizer Magic）
【基本資料】
| 機體高度 | 機體寬度 | 機體厚度 | 機體重量 | 機體航速 | 機組力量輸出 |
| -------- | -------- | -------- | -------- | -------- | ------------ |
|          |          |          |          |          |              |

由藍（右臂）和魔術（左臂和頭部）兩架轉盤戰機及最佳前鋒轉盤戰機模式（胴體和下半身）合體而成，第28話初次登場。
必杀技為「最佳前锋 令人吃惊的幻影——鲁邦魔法龍宫城」。

#### 水花魔術師魯邦凱撒（ルパンカイザースプラッシュマジック，Lupin Kaizer Splash Magic）
【基本資料】
| 機體高度 | 機體寬度 | 機體厚度 | 機體重量 | 機體航速 | 機組力量輸出 |
| -------- | -------- | -------- | -------- | -------- | ------------ |
|          |          |          |          |          |              |

由扳機機械灑水（右臂和頭部）和魔術轉盤戰機（左臂）及最佳前鋒轉盤戰機模式（胴體和下半身）合體而成，第30話初次登場。
必杀技為「最佳前锋 绽开又破裂的喷溅」。

### 警察合時（ケサツガッタイム）

#### 巡邏凱撒（パトカイザー，Pat Kaizer/港譯：警巡王[135]）
【基本資料】
| 機體高度 | 機體寬度 | 機體厚度 | 機體重量 | 機體航速 | 機組力量輸出 |
| -------- | -------- | -------- | -------- | -------- | ------------ |
| 48.0m    | 35.0m    | 27.5m    | 2000t    | 500km/h  | 1000萬馬力   |

巡邏連者的巨大機器人。由1號（頭部）、2號（左臂）和3號（右臂）三架扳機機械及最佳前锋扳機機械模式（胴體和下半身）合體而成，第3話初次登場。
必殺技為將左手的扳機加農砲架在右手的警棍上朝敵人發出砲擊的「巡邏凱撒 彈丸強襲（パトカイザー 彈丸ストライク）」。

#### 變則巡邏凱撒（変則パトカイザー，Hen Soku Pat Kaizer）
【基本資料】
| 機體高度 | 機體寬度 | 機體厚度 | 機體重量 | 機體航速 | 機組力量輸出 |
| -------- | -------- | -------- | -------- | -------- | ------------ |
| m        | 35.0m    | m        | t        | m/h      | 萬馬力       |

由2號（左臂）和3號（右臂）兩架扳機機械和取代扳機機械1號的紅轉盤戰機（頭部）及最佳前锋扳機機械模式（胴體和下半身）合體而成的變異版巡邏凱撒，第18話初次登場。

### 變換時間（カエマショータイム）

#### 重機巡邏凱撒（パトカイザーバイカー，Pat Kaizer Biker）
【基本資料】
| 機體高度 | 機體寬度 | 機體厚度 | 機體重量 | 機體航速 | 機組力量輸出 |
| -------- | -------- | -------- | -------- | -------- | ------------ |
| 48.0m    | 35.4m    | 27.5m    | 2100t    | 600km/h  | 1050萬馬力   |

由1號（頭部）、2號（左臂）和騎手（右臂）三架扳機機械及最佳前鋒扳機機械模式（胴體和下半身）合體而成，第7話初次登場。
必殺技為「巡邏凱撒 封鎖強襲（パトカイザー ロックアップストライク）」。

#### 巨力巡邏凱撒（パトカイザーストロング，Pat Kaizer Strong）
【基本資料】
| 機體高度 | 機體寬度 | 機體厚度 | 機體重量 | 機體航速 | 機組力量輸出 |
| -------- | -------- | -------- | -------- | -------- | ------------ |
| 48.0m    | 37.0m    | 27.5m    | 2200t    | 400km/h  | 1100萬馬力   |

由1號（頭部）、2號（左臂）、吊車（右臂）和鑽頭（左臂武裝）四架扳機機械及最佳前鋒扳機機械模式（胴體和下半身）合體而成，第15話初次登場。
必殺技為「巡邏凱撒 粉碎強襲（パトカイザー ブレイクアップストライク）」。

#### 巨力重機巡邏凱撒（パトカイザーストロングバイカー，Pat Kaizer Strong Biker）
【基本資料】
| 機體高度 | 機體寬度 | 機體厚度 | 機體重量 | 機體航速 | 機組力量輸出 |
| -------- | -------- | -------- | -------- | -------- | ------------ |
|          |          |          |          |          |              |

由1號（頭部）、騎手（左臂）和吊車&鑽頭（右臂）四架扳機機械及最佳前鋒扳機機械模式（胴體和下半身）合體而成，第19話初次登場。
必殺技為「巡邏凱撒 舉吊強襲（パトカイザー リフトアップストライク）」。

#### 列車巡邏凱撒（パトカイザートレインズ，Pat Kaizer Trains）
【基本資料】
| 機體高度 | 機體寬度 | 機體厚度 | 機體重量 | 機體航速 | 機組力量輸出 |
| -------- | -------- | -------- | -------- | -------- | ------------ |
| 48.0m    | 43.7m    | 27.5m    | 2200t    | 600km/h  | 1100萬馬力   |

由扳機機械1號（頭部）、雷電（右臂）和烈焰（左臂）兩架X列車及最佳前鋒扳機機械模式（胴體和下半身）合體而成。第21話初次登場。
必殺技為「巡邏凱撒 電閃強襲（パトカイザー スパークアップストライク）」。

#### 巡邏凱撒灑水（パトカイザースプラッシュ，Pat Kaizer Splash）
【基本資料】
| 機體高度 | 機體寬度 | 機體厚度 | 機體重量 | 機體航速 | 機組力量輸出 |
| -------- | -------- | -------- | -------- | -------- | ------------ |
|          |          |          |          |          |              |

由2號（左手）和灑水（右手和頭部）兩架扳機機械及最佳前鋒扳機機械模式（胴體和下半身）合體而成。

#### 警笛巡邏凱撒（サイレンパトカイザー，Siren Pat Kaizer）
【基本資料】
| 機體高度 | 機體寬度 | 機體厚度 | 機體重量 | 機體航速 | 機組力量輸出 |
| -------- | -------- | -------- | -------- | -------- | ------------ |
|          |          |          |          |          |              |

由警報前鋒（頭部）、騎手（左臂）和吊車&鑽頭（右臂）四架扳機機械及最佳前鋒扳機機械模式（胴體和下半身）合體而成，第44話初次登場。
必殺技為「巡邏凱撒 警報槍手強襲（パトレンジャー サイレンガンナーストライク）」。

### X合時（エックスガッタイム）

#### 劍鬥士X帝王（エックスエンペラースラッシュ，X Emperor Slash）
【基本資料】
| 機體高度 | 機體寬度 | 機體厚度 | 機體重量 | 機體航速 | 機組力量輸出 |
| -------- | -------- | -------- | -------- | -------- | ------------ |
| 52.0m    | 44.0m    | 21.2m    | 2200t    | 700km/h  | 1100萬馬力   |

由X列車銀和X列車烈焰（上半身）、X列車金、X列車雷電（下半身）合體而成，此合體陣式需於變身為魯邦X並駕駛X列車銀的情況下才能使出。
X帝王的快盜形態，第22話初次登場。
可把手柄拉至巡邏連者徽號以變換為X帝王槍手，同時變身為巡邏連X並發出「エ・エ・エ・エーックス！（x-x-x-X！）」的音效。
必殺技為「X帝王 裂斷衝擊（エックスエンペラースラッシュストライク）」。

#### 火槍士X帝王（エックスエンペラーガンナー，X Emperor Gunner）
【基本資料】
| 機體高度 | 機體寬度 | 機體厚度      | 機體重量 | 機體航速 | 機組力量輸出 |
| -------- | -------- | ------------- | -------- | -------- | ------------ |
| 59.5m    | 41.8m    | 22.7m / 36.2m | 2200t    | 600km/h  | 1100萬馬力   |

由X列車金、X列車雷電（上半身）、X列車銀和X列車烈焰（下半身）合體而成，此合體陣式需於變身為巡邏X並駕駛X列車金的情況下才能使出。
X帝王的警察形態，第22話初次登場。
可把手柄拉至魯邦連者徽號以變換為X帝王斬擊，同時變身為魯邦X並發出「エ・エ・エ・エーックス！（x-x-x-X！）」的音效。
必殺技為「X帝王 火神炮擊（エックスエンペラーガンナーストライク）」。

### 超越X合時（超越エックスガッタイム）

#### 偉大巨神凱撒VSX（グッドクルカイザーVSX，Good Cool Kaiser VSX）
【基本資料】
| 機體高度      | 機體寬度 | 機體厚度 | 機體重量 | 機體航速 | 機組力量輸出 |
| ------------- | -------- | -------- | -------- | -------- | ------------ |
| 60.3m / 69.7m | 38.5m    | 30.4m    | 5200t    | 700km/h  | 2600萬馬力   |

由11個VS載具合体而成的超巨大机器人，也是唯一一個採用CG視覺效果的巨大机器人，第25話初次登場。
必殺技為「偉大巨神凱撒 運輸器連環衝擊」。
有四個模式：
- 由紅（胸甲）、藍（右上角炮台）和黄（左上角炮台）三架轉盘戰機、1號（頭頂）、2號（足部左側）和3號（足部右側）三架扳機機械、金（左手）、銀（右手）、雷霆（右足）和烈焰（左足）四架X列車及最佳前锋（胴體和下半身）合體而成。
- 由紅（胸甲）、旋风（右上角炮台）和劍刃（左上角炮台）三架轉盘戰機、1號（頭頂）、2號（足部左側）和3號（足部右側）三架扳機機械、金（左手）、銀（右手）、雷霆（右足）和烈焰（左足）四架X列車及最佳前锋（胴體和下半身）合體而成。
- 由紅（胸甲）转盘战机、吊车（右上角炮台）和骑手（左上角炮台）、1號（頭頂）、2號（足部左側）和3號（足部右側）五架扳機機械、金（左手）、銀（右手）、雷霆（右足）和烈焰（左足）四架X列車及最佳前锋（胴體和下半身）合體而成。
- 由紅（胸甲）转盘战机、灑水（右上角炮台）和魔術（左上角炮台）、1號（頭頂）、2號（足部左側）和3號（足部右側）五架扳機機械、金（左手）、銀（右手）、雷霆（右足）和烈焰（左足）四架X列車及最佳前锋（胴體和下半身）合體而成。

## 設定
魯邦珍藏（ルパンコレクション，Lupin Collection）
稀世大快盜亞森·羅蘋的遺物，寄宿著足以毀滅世界之力的祕寶，目前大部份的魯邦珍藏都遭Gangler搶奪走，而國際特別警察機構本部亦持有部份魯邦珍藏，另外也有部份珍藏流落於世界各地。
不過據迪斯托拉・馬久的說法，巡邏連者和魯邦連者使用的魯邦珍藏跟Gangler本身使用的魯邦珍藏似乎有本質上的差異，另外國際特別警察機構亦在調查魯邦珍藏的相關一切。
每當快盜戰隊取得魯邦珍藏後，會將其交給小暮先生收錄進魯邦珍藏的目錄中，不過如果取得的魯邦珍藏能用VS變身器來發揮力量（例如VS載具）的話，就不會收入到目錄裡，而是直接交給魯邦連者使用。
第12話從小暮先生口中得知魯邦珍藏在一般情況下是無法被使用的。
第18話分別從Desutora和小暮先生口中得知魯邦珍藏其實源自於Gangler的異世界，而在大快盜亞森·羅蘋取得到手之後，將部份珍藏改造成人類能使用的形式，而最佳前鋒（Gooty）正是他最早改造也是最成功的珍藏案例。
第21話從高尾諾爾口中得知，巡邏連者配備的魯邦珍藏都是他親手改造的，但由於他本人的疏失才會落入巡邏連者的手中，因此高尾諾爾為了避免再發生這種意外才會前來對抗Gangler的前線戰場以阻止更多魯邦珍藏落入巡邏連者手裡。
大多數魯邦珍藏是以過去各超級戰隊系列作所出現的道具及元素為原型設計。
| 名稱             | 原文                     | 簡介 | 持有者                                              | 設計原型                                                                        | 備註 |
| ---------------- | ------------------------ | --- | --------------------------------------------------- | ------------------------------------------------------------------------------- | --- |
| VS變身器         | VSチェンジャー           | 魯邦連者及巡邏連者所持有的銃型變身道具，可發揮出VS載具（轉盤戰機&扳機機械）的真正能力，搭載最佳前鋒則是能發動必殺攻擊。 | 魯邦連者&巡邏連者                                   | 無                                                                              | |
| 轉盤戰機         | ダイヤルファイター       | 魯邦連者所持有的飛機型VS載具，縮小時可透過轉盤或自動地解開包含怪人身上的金庫在內任何種類的密碼鎖。 | 魯邦連者                                            | 無                                                                              | |
| 扳機機械         | トリガーマシン           | 巡邏連者所持有的車型VS載具，具備著扳機功能，縮小時可將金庫密碼重置化從而將金庫鎖死。 | 巡邏連者&魯邦連者                                   | 無                                                                              | 第50話魯邦連者用此類載具封鎖住Zamigo的能力。 |
| 最佳前鋒         | グッドストライカー       | 同時具備著轉盤及扳機功能的大型VS載具，具備著自我意識，可變換飛機型或車型兩種型態，並擁有強化其他魯邦珍藏力量的能力。除了可與VS變身器聯動發射專屬必殺技外，也可與其他VS載具進行合體。其本身就連小暮先生都無法輕易掌控住，同時也被認為是巡邏連者為何會擁有魯邦珍藏的線索。 | 魯邦連者 ←→ 巡邏連者                                | 《炎神戰隊轟音者》 鷹速鬥輪（載具外形） 《烈車戰隊特急者》 券券（駕駛室內人偶） | |
| X列車            | エックストレイン         | 魯邦X與巡邏連X所召喚的列車型VS載具，此珍藏系列既沒有轉盤結構也沒有扳機結構。 | 高尾諾爾                                            | 《烈車戰隊特急者》 （連接系統）                                                 | |
| 像個滾動立方體   | 転がる賽のように         | 如遊戲王者般操縱一切概率的骰子。 | Gangler → 魯邦連者 → 小暮先生                       | 《動物戰隊獸王者》 獸王變身器                                                   | |
| 我點上了火       | 私に火をつけて           | 擁有無盡燃料可持續燃燒的打火機。 | Gangler → 魯邦連者 → 小暮先生                       | 《侍戰隊真劍者》 獅子折神（巨大化前）                                           | |
| 變巨大           | 大きくなれ               | 可將怪人巨大化的注射器。 | Gangler                                             | 《救急戰隊GOGOV》 尾部噴灑槍                                                    | 由Goshu・Ru・Medu所持有 |
| 是誰製作了誰     | 誰が誰を作ったのか       | 能隨心所欲地將所想的雕像雕刻出來的塑像。 | Gangler → 魯邦連者 → 小暮先生                       | 《超力戰隊王連者》 顏魔神                                                       | |
| 將你裝扮         | あなたをドレスアップ     | 能將一切事物裝扮如寶石般耀眼的絲帶。 | Gangler → 魯邦連者 → 小暮先生                       | 《大戰隊風鏡V》 goggle ribbon                                                   | |
| 像閃電般飛躍     | 稲妻のように飛び跳ねる   | 能在如新星般的無重力狀態下超級跳躍的靴子 | Gangler → 魯邦連者 → 小暮先生                       | 《超新星閃光人》 稜鏡靴                                                         | |
| 充滿愛的胸懷     | 胸いっぱいの愛を         | 可擴張空間的魔法油燈 | Gangler → 魯邦連者 → 小暮先生                       | 《魔法戰隊魔法連者》 魔法神燈                                                   | |
| 治癒世界         | 世界を癒そう             | 擁有謎之能力的雙筒望遠鏡 | Gangler                                             | 《特命戰隊Go Busters》 望遠劍（雙筒望遠鏡模式）                                 | 同樣由Goshu・Ru・Medu所持有 |
| 電擊之嵐         | 電撃の嵐                 | 能施放出如同將龍擊倒般強力電擊的勇者的電池 | Gangler → 魯邦連者 → 小暮先生                       | 《獸電戰隊強龍者》 獸電池                                                       | |
| 貝多芬也翻滾     | ベートーベンをぶっとばせ | 能將對手馬赫般跌倒的輪胎 | Gangler → 魯邦連者 → 小暮先生                       | 《炎神戰隊轟音者》 滾輪達GT（車輪模式）                                         | |
| 快跑的人生       | 駆け足の人生             | 能以超越時間的速度奔跑的魔法腕輪 | Gangler → 魯邦連者 → 石田勇氣 → 魯邦連者 → 小暮先生 | 《未來戰隊時連者》 Chrono Changer                                               | |
| 監獄搖滾         | 監獄ロック               | 能暗中使出透明屏障忍法的卷軸 | Gangler → 魯邦連者 → 小暮先生                       | 《忍者戰隊隱連者》 忍之卷                                                       | |
| 微小・世界       | スモール・ワールド       | 能將身體的尺寸自在縮小的配件 | Gangler → 魯邦連者 → 小暮先生                       | 《手裏劍戰隊忍忍者》 紅色忍手裏劍                                               | Togeno・Eibusu為了完成消滅巡邏連者的目的，而將此珍藏拋出藉此逃離魯邦連者的糾纏。 |
| 距離遙遠         | 遠く離れて               | 能將射程距離延長10倍大般的彈弓 | Gangler → 魯邦連者 → 小暮先生                       | 《電磁戰隊百萬連者》 百萬彈弓                                                   | 此魯邦珍藏原為Desutora・Majjo所持有，後為了讓Togeno・Eibusu贖罪而將此珍藏外借出。 魁利雖輕鬆取得此魯邦珍藏，但也遭到暗算而中毒，隨後因Togeno・Eibusu被擊倒後而直接解毒。                                               |
| 火之玉石         | 火の玉ロック             | 產生出如太陽般的灼熱火球的球 | Gangler → 魯邦連者 → 小暮先生                       | 《太陽戰隊太陽火神》 火神球                                                     | 因Manta・Bayashi與透真互換身體的關係，使得魯邦連者不費吹灰之力取得此魯邦珍藏。 |
| 長更長再更長     | 長く長く長く             | 能將光與身體的一部份自在伸縮的肉體改造劍 | Gangler → 魯邦連者 → 小暮先生                       | 《光戰隊覆面人》 覆面光劍                                                       | |
| 幸運的大頭彩     | 幸運の大当たり           | 能使魔法準確率及攻擊的命中率提高的自動瞄準器 | Gangler → 魯邦連者 → 小暮先生                       | 《激走戰隊車連者》 汽車導航系統（導航型態）                                     | 此魯邦珍藏原為Desutora・Majjo所持有，後為了計劃而將此珍藏給Anidara・Makishimofu。 |
| 起風囉           | 風立ちぬ                 | 能從極端陣風中產生風之刃的斬擊鐵扇 | Gangler → 魯邦連者 → 小暮先生                       | 《獸拳戰隊激氣連者》 激氣扇                                                     | |
| 充滿元氣的裝置   | 元気になる裝置           | 透過粒子狀的生命能量使得攻擊力加倍的強力手環 | Gangler → 高尾諾爾 → 魯邦連者 → 小暮先生            | 《超電子生化人》 技術手環                                                       | 此魯邦珍藏皆被諾爾取走，其後親自歸還給魁利等人 |
| 煙霧瀰漫著眼     | 煙が目にしみる           | 藉由氣力產生出雲之搭乘物的香爐 | Gangler → 高尾諾爾 → 魯邦連者 → 小暮先生            | 《五星戰隊大連者》 星獅子                                                       | 此魯邦珍藏皆被諾爾取走，其後親自歸還給魁利等人 |
| 變成石頭         | 石に変わる               | 使身體硬化並發揮出強大防禦力的鋼鐵啞鈴 | Gangler → 魯邦連者 → 高尾諾爾 → 小暮先生            | 《地球戰隊五人組》 雙啞鈴                                                       | 魯邦連者為使諾爾得巡邏連者信任而安排其搶奪魯邦珍藏，諾爾後來向小暮先生提出以借出魔術轉盤戰機作為交還此魯邦珍藏的條件。                                                                                                 |
| 紫色之雨         | 紫色の雨                 | 將空氣中的水分於內部轉換後擊出的水槍 | Gangler → 魯邦連者 → 小暮先生                       | 《天裝戰隊護星者》 護星銃（鯊套首模式）                                         | |
| 變熱             | 熱くなれ                 | 藉由分子的震動產生高熱的電子戒環 | Gangler → 魯邦連者 → 小暮先生                       | 《電子戰隊電磁人》 電磁戒指                                                     | 此魯邦珍藏是諾爾以交換條件的方式讓透真取走 |
| 逃亡吧           | 逃亡せよ                 | 改變攻擊軌道藉此提高迴避率的交通指揮棒 | Gangler → 魯邦連者 → 小暮先生                       | 《烈車戰隊特急者》 指揮破擊棒                                                   | |
| 醫者醫者         |                          | 超重傷害皆能完全治癒的生命箱 | Gangler → 魯邦連者 → 小暮先生                       | 《超獸戰隊生命人》 雙向變動環（左手裝備部分）                                   | |
| 小氣泡           | 小さな泡                 | 利用湖邊卷起的泡泡光輝來消除身影的暮色人魚像 | Gangler → 魯邦連者 → 小暮先生                       | 《電擊戰隊變化人》 聖獸人魚                                                     | 根據國際警察情報得知此珍藏曾為羅浮宮美術館的展品，之後遭到盜走而流落至日本。 |
| 操作             | 操作する                 | 就算是頑固的無賴也能用言靈操作的短笛 | Gangler → 魯邦連者 → 小暮先生                       | 《恐龍戰隊獸連者》 獸奏劍                                                       | |
| 跳水             | 飛び込む                 | 無論牆壁或是地面都能潛入的怒濤土遁飛刀 | Gangler → 魯邦連者 → 小暮先生                       | 《百獸戰隊牙吠連者》 藍鯊飛刀                                                   | |
| 回憶             | 想い出                   | 將記憶關入照片中的相機 | Gangler → 魯邦連者 → 小暮先生                       | 《特命戰隊Go Busters》 單鏡大炮（相機模式）                                     | |
| 薔薇色的人生     | ばら色の人生             | 即使是爆發性的惡臭也能消除的花束除臭劑 | Gangler → 魯邦連者 → 小暮先生                       | 《科學戰隊炸藥人》 玫瑰軍刀                                                     | |
| 翻轉             | ひっくり返す             | 交換善惡之心的審判平板 | Gangler → 明神司紗 → 高尾諾爾 → 小暮先生            | 《特搜戰隊刑事連者》 SP執照                                                     | |
| 開心地去吧       | 楽しくいこうぜ           | 化石型的珍藏，能力成謎 | Gangler → 魯邦連者 → 小暮先生                       | 《爆龍戰隊暴連者》 恐龍手環                                                     | |
| 壞傢伙           | 悪い奴ら                 | 將魯邦珍藏的豪快力量弱化的裝置 | Gangler → 魯邦連者 → 小暮先生                       | 《海賊戰隊豪快者》 海賊變身手機                                                 | |
| 叫醒你           | あなたを起こす           | 使用銳爪發出真劍狀衝擊波的裝置 | Gangler → 魯邦連者 → 小暮先生                       | 《侍戰隊真劍者》 書道手機                                                       | |
| 十字路           | 十字路                   | 提昇腳力直向突進的轟音踢擊裝置 | Gangler → 魯邦連者 → 小暮先生                       | 《炎神戰隊轟音者》 轟音手機                                                     | |
| 呼喊著我         | 私を呼んで               | 從各種障礙中保護冒險者的屏障裝置 | Gangler → 魯邦連者 → 小暮先生                       | 《轟轟戰隊冒險者》 加速驅動器                                                   | |
| 燃燒的愛戀       | 燃えるような戀           | 形成非常灼熱之烈焰的烈炎裝置 | Gangler → 魯邦連者 → 小暮先生                       | 《魔法戰隊魔法連者》 魔法手機                                                   | |
| 呼風喚雨之人     | 嵐を呼ぶ人               | 藉由高速迴轉引起暴風的渦輪風扇 | Gangler → 高尾諾爾 → 小暮先生                       | 《高速戰隊渦輪連者》 渦輪轉身器（左手裝備部分）                                 | |
| 這是牆壁         | これらの壁               | 將泥土合成製作出牆壁的顏面像 | Gangler → 魯邦連者 → 小暮先生                       | 《天裝戰隊護星者》 天裝卡盒                                                     | |
| 大大的分裂       | 大いなる分裂             | 將人類的善良及邪惡以煙霧般分裂的印籠 | Gangler → 魯邦連者 → 小暮先生                       | 《忍者戰隊隱連者》 變身印籠                                                     | |
| 賢者             | 賢者                     | 安裝了各種數據讓頭腦明晰化的電磁計算機 | Gangler → 魯邦連者                                  | 《電磁戰隊百萬連者》 數碼武裝環                                                 | |
| 你的手所能碰觸   | あなたに手が届く         | 能將空間自由切割、連接的手刀型必殺劍 | Gangler → 魯邦連者                                  | 《獸拳戰隊激氣連者》 犀獸刃                                                     | |
| 夢中使喚         | 夢中にさせる             | 能遠距離操縱各種交通工具暴衝的方向盤 | Gangler → 魯邦連者                                  | 《轟轟戰隊冒險者》 冒險驅動器                                                   | Janeku・Sosa曾利用其操控勝利前鋒 |
| 飛走了           | 飛び去って               | 漂浮在空中的鳥人胸針 | Gangler → 魯邦連者                                  | 《鳥人戰隊噴射人》 噴射人                                                       | |
| 水上的煙霧       | 水の上の煙               | 用濃霧阻擋縱橫向視野的矛頭 | Gangler → 魯邦連者                                  | 《動物戰隊獸王者》 海王槍矛                                                     | |
| 柔软的心         | しなやかな心             | 讓身體彈性化並將敵人的先制攻擊反彈的反擊彈 | 東雲悟→ Gangler（Narizuma → Tokageiru）→ 魯邦連者   | 《地球戰隊五人組》 超V球 super five ball                                        | |
| 人偶師           | 人形遣い                 | 能強制性地自由操控身體的輕巧指揮棒 | 下落不明（Gangler） → 魯邦連者                      | 《爆龍戰隊暴連者》 杜畢翼龍羽刃                                                 | |
| 萬人之聲         | 万人の声                 | 能隨意變換自己聲色的變聲麥克風 | Gangler → 魯邦連者                                  | 《忍風戰隊破裏劍者》 手裏劍棒球棒                                               | |
| 像飢餓的野獸一樣 | 飢えた獣のように         | 能以極限嗅覺聞出強烈味道的狼頭 | Gangler → 魯邦連者                                  | 《百獸戰隊牙吠連者》 G-變身手環                                                 | |
| 一起遊戲吧       | いっしょに遊ぼう         | 能通往沒有未來永恆時間的永恆遊戲空間的象棋棋子 | Gangler → 高尾諾爾                                  | 《未來戰隊時間連者》 壓縮冷凍囊                                                 | 高尾諾爾表示此珍藏為亞森·魯邦小時候經常用來把玩的娛樂性珍藏 |
| 蛋糕切刀         | ケーキ入刀               | 能將患者的牙齒切碎成無數的大手術刀 | Gangler（Goshu → Doguranio）                        | 《五星戰隊大連者》 白虎真劍                                                     | 原本由Goshu擁有，後來遭Doguranio沒收 |
| 穿透             | 突き抜けろ               | 使身體液化並使任何傷害無效的超絕徽章 | Gangler → 高尾諾爾                                  | 《手裏劍戰隊忍忍者》 超絕勝負忍手裏劍                                           | |
| 那天又再一次了   | あの日をもう一度         | 能自動發熱爆炸的定時計數器 | Gangler → 魯邦連者                                  | 《戰鬥狂熱 J》 戰鬥狂熱機器人                                                   | 此珍藏一直於主題曲中出現，並一直遭雙方人馬搶奪。 |
| 隕石落下         | 隕石おとし               | 召喚隕石墜落攻擊 | Gangler → 魯邦連者                                  | 《宇宙戰隊九連者》 至高球玉                                                     | 僅於《快盜戰隊魯邦連者VS警察戰隊巡邏連者 en film》中出現。 |
| 歡迎來到密林     | 密林へようこそ           | | Gangler → 魯邦連者                                  | 《星獸戰隊銀河人》 銀河手環                                                     | 僅於《快盜戰隊魯邦連者VS警察戰隊巡邏連者 en film》中出現。 |
| 人生如花         | 人生は花                 | | Gangler → 魯邦連者                                  | 《星獸戰隊銀河人》 自在劍機刃                                                   | |
| 頂級絕叫         | トップに叫べ             | | Gangler → 魯邦連者                                  | 《忍風戰隊破裏劍者》 音速擴音器                                                 | |
| 焰               | 焔                       | | Gangler → 魯邦連者                                  | 《海賊戰隊豪快者》 豪快變身手機                                                 | 僅於《魯邦連者VS巡邏連者VS九連者》中出現。 |
| 挪威的森林       | ノルウェーの森           | | Gangler → 魯邦連者                                  | 《獸電戰隊強龍者》 獸電腰帶                                                     | 僅於《魯邦連者VS巡邏連者VS九連者》中出現。 |
| 牆壁中的磚塊     | 壁の中のレンガ           | | Gangler → 魯邦連者                                  | 《烈車戰隊特急者》 應用變身器                                                   | 僅於《魯邦連者VS巡邏連者VS九連者》中出現。 |
| 一起度過時光     | 時を共に過ごそう         | | 海之籠裝族 → 高尾諾爾                               | 《海賊戰隊豪快者》 豪快藏寶箱                                                   | 僅於《劇場版 騎士龍戰隊龍裝者VS魯邦連者VS巡邏連者》中出現。 為亞森·魯邦與海之籠裝族友人的交換信物。 此魯邦收藏造型源自於《浦島太郎》中的玉手箱，此魯邦收藏的名稱梗源自於浦島太郎因打開玉手箱而被噴出來的白煙變成老人。 |
| 天使的麥克風     | 天使のマイク             | | Gangler → 魯邦連者                                  | 《天裝戰隊護星者》 護星麥克風                                                   | |
|                  |                          | 天龍槍杖的頭部裡含者金綠色的球玉 | Gangler → 魯邦連者                                  | 《宇宙戰隊九連者》 天龍槍杖                                                     | |
|                  |                          | | Gangler → 魯邦連者                                  | 《宇宙戰隊九連者》 獵戶航行者                                                   | 此珍藏一直於主題曲中出現 |
|                  |                          | | Gangler → 魯邦連者                                  | 《侍戰隊真劍者》 魚之丸                                                         | |
|                  |                          | 金色千紙鶴 | Gangler → 魯邦連者                                  | 《忍者戰隊隱連者》 千紙鶴                                                       | |
|                  |                          | 綠色腰帶 | Gangler → 魯邦連者                                  | 《恐龍戰隊獸連者》 恐龍腰帶                                                     | |
|                  |                          | | Gangler → 魯邦連者                                  | 《特命戰隊Go Busters》 Morphin Brace                                            | 此珍藏一直於主題曲中出現，僅在畫面中擺飾。 |
|                  |                          | | Gangler → 魯邦連者                                  | 《轟轟戰隊冒險者》 轟轟狙擊鏡（望遠鏡）                                         | 此珍藏一直於主題曲中出現，僅在畫面中擺飾。 |

國際特別警察機構（国際特別警察機構，Global Special Police Organization）
警察戰隊巡邏連者所隸屬的國際警察組織，簡稱為「GSPO」，目的在於保護人民安全，打擊犯罪。
而巡邏連者則隸屬於日本分部，第14話得知總部位於法國。
從第6話中司紗的回憶及第7話咲也想在放假時邀請初美花到高級餐廳約會得知國際警察的薪資待遇相當優渥
國際特別警察機構亦有推出記念手信供職員購買並贈予他人，於第19話中圭一郎向魁利等人送上的巡邏連者面部造型的糕點禮盒正是其中一款手信。
日本分部本身亦設有醫院供員工接受治療以及羈押需接受治療的疑犯，第49至50話期間重傷的透真及初美花皆被羈押於此。
其地庫為特別拘留室，內有無數雷射槍指向被拘禁者以防止罪犯逃脫，Doguranio於第51話被擊敗後一直囚禁於此。
BISTROT Jurer（ビストロ ジュレ，BISTROT Jurer）
鄰近國際特別警察機構日本分部的法式小餐館，巡邏連者也因此成了餐館裡的常客。
雖説是魯邦連者的根據地，卻因明面上還是餐館的關係，仍有顧客前來用餐，但每當要執行任務時，不管餐館內是否有客人，一律都會閉店淨空。
第42話結尾時整個餐館被巡邏連者們包下了舉辦慶功宴，而且店門亦有店方的包場通知，故此推斷此餐館亦可在未有任務時承接包場業務。
鑑於魁利三人的身份於第48話被公開，故此三人表示無法繼續以此作為據點，第49話時更已完全清場，並被國際警察揭發以虛構的法國註冊公司名義營運而遭封鎖調查，故此可算正式結業。
「Jurer」為法語的「誓言」之意，亦表示三人之間的誓約。
天空藍（シエル ブル，Ciel Blue）
宵町透真曾在此工作的知名法式餐廳，但透真在一年前的事件後辭職。
第8話得知Hilltop管理官曾去光顧。
琥珀丘女子高中（琥珀ヶ丘女子高校）
早見初美花與一之瀬詩穗所就讀的高中，而初美花在一年前的事件後休學。
第8話得知是臨近一年前的事件現場的學校，並在國際警察的紀錄中記載許多學生現今仍下落不明。
東快電影攝影廠（東快映画撮影所）
第11話時GSPO日本分部因魯邦連者過於活躍而導致巡邏連者聲勢不顯的情況下，所委託拍攝巡邏連者宣傳電影的電影攝影廠，卻也是Gangler怪人Pitchi的根據地。
陽菜野谷之聖（ヒナーノの谷のセイン）
第12話中所提到的童話繪本，內容是一個得到能奔跑如飛般的魔法腕輪的少年的故事，也是透真的戀人大平彩最喜歡的書籍。
因此繪本的作者與亞森·羅蘋同處一個時代的關係，而有著兩人之間是朋友並知道魯邦珍藏真實存在的相關傳聞。
夢丘遊樂園（夢ケ丘遊園地）
第13話初美花與司紗兩人為了各自目的而到的遊樂園，該遊樂園的吉祥物角色為『軟綿熊（ふわぱん！）』和『薯豬仔（じゃがとん）』。
時折山（時折山）
第14話中所提到傳有怪物出沒及發出怪異聲響的山脈，也是第4話Raburumu中的根據地所在之處。
巡邏連者雖然在此中到Ododo跟Togeno所設下的卑鄙陷阱，但也尋回失落的扳機機械吊車。
第18話時Anidara為了對巡邏連者進行復仇，同樣選擇此處作為決鬥之地。
榎須江水壩（榎須江ダム）
第21話中出現的水壩，也是Gabatto打算利用腐蝕菌毀掉的地方。
月夜塔（月夜タワー）
異世界（裏の世界）
亦稱為Gangler世界，為一個與現實世界平行的異空間，Gangler的根據地亦存在於此。
根據高尾諾爾於第44話講述，異世界於1000年前為多種族和平共存的世界，後來因Gangler的崛起而導致原本住在該世界的人逃亡到現實世界。
於劇場版《快盜戰隊魯邦連者VS警察戰隊巡邏連者 en film》中夜野魁利與朝加圭一郎兩人曾一度被Gangler怪人威爾森透過魯邦珍藏的能力，將兩人帶到了該世界，最後兩人藉由頭獎前鋒的能力再度回到了人類世界。

## 播放列表
以下時間以當地時間（日本時間）為準
| 日本首播   | 台灣首播香港首播     | 話數           | 標題漢譯           | 登場戰隊/戰士                                            | 登場怪人（人類型態演員/日本CV/香港CV） | 平均收視率 | 劇本       | 導演       |
| ---------- | -------------------- | -------------- | ------------------ | -------------------------------------------------------- | --- | ---------- | ---------- | ---------- |
| 2018/02/11 | 2019/04/272019/02/17 | #1             |                    | 魯邦連者 巡邏連者                                        | ルレッタ・ゲロウ(路雷德・格羅)（村岡弘之/馮錦堂） ガラット・ナーゴ（嘎拉特・納果）（新岩正人/高木涉/劉奕希） ナメーロ・バッチョ（納梅洛・巴丘）（飛田展男）                   | 3.5%       | 香村純子   | 杉原輝昭   |
| 2018/02/18 | 2019/05/042019/02/24 | #2             |                    | 魯邦連者 巡邏連者                                        | ガラット・ナーゴ（嘎拉特・納果）（高木涉/劉奕希） | 3.7%       | 香村純子   | 杉原輝昭   |
| 2018/02/25 | 2019/05/112019/03/03 | #3             |                    | 魯邦連者 巡邏連者                                        | ナメーロ・バッチョ（納梅洛・巴丘）（飛田展男） | 4.2%       | 香村純子   | 中澤祥次郎 |
| 2018/03/04 | 2019/05/182019/03/10 | #4             | 不被容許的關係     | 魯邦連者 巡邏連者                                        | ラブルム・ジョウズ（拉弗勒姆・喬茲）（堀丞 / 吉開清人） | 3.8%       | 香村純子   | 中澤祥次郎 |
| 2018/03/11 | 2019/05/252019/03/17 | #5             |                    | 魯邦連者 巡邏連者                                        | ブンドルト・ペギー（奔多爾特・佩基）（水野直/陳卓智） デストラ・マッジョ（戴斯特拉・瑪裘）（上田祐司） ゴーラム（戈蘭姆）                                                     | 4.5%       | 香村純子   | 加藤弘之   |
| 2018/03/18 | 2019/06/012019/03/24 | #6             |                    | 魯邦連者 巡邏連者                                        | ブンドルト・ペギー（奔多爾特・佩基）（水野直） | 3.6%       | 香村純子   | 加藤弘之   |
| 2018/03/25 | 2019/06/082019/03/31 | #7             |                    | 魯邦連者 巡邏連者                                        | メルグ・アリータ（梅洛格・亞莉塔）（宇垣秀成） | 2.6%       | 香村純子   | 杉原輝昭   |
| 2018/04/01 | 2019/06/152019/04/07 | #8             |                    | 魯邦連者                                                 | ゴーシュ・ル・メドゥ（葛修・露・梅鐸）（竹達彩奈） 巨大ポーダマン（巨大波達曼）                                                                                               | 2.6%       | 金子香緒里 | 杉原輝昭   |
| 2018/04/08 | 2019/06/222019/04/14 | #9             | 為了再一次見面     | 魯邦連者 巡邏連者                                        | ブレッツ・アレニシカ（布雷茲・亞雷尼西卡）（重松隆志） デストラ・マッジョ（戴斯特拉・瑪裘）（上田祐司） ゴーラム（青）（戈蘭姆（青））                                        | 3.1%       | 香村純子   | 中澤祥次郎 |
| 2018/04/15 | 2019/06/292019/04/21 | #10            |                    | 魯邦連者 巡邏連者                                        | ザミーゴ・デルマ（柴明哥・戴爾馬）（入江甚儀） ブレッツ・アレニシカ（布雷玆・亞雷尼西卡）（重松隆志）                                                                         | 3.7%       | 香村純子   | 中澤祥次郎 |
| 2018/04/22 | 2019/07/062019/04/28 | #11            |                    | 魯邦連者 巡邏連者                                        | ピッチ・コック（威區・考克）（林和哉 / 山崎巧） | 2.8%       | 金子香緒里 | 中澤祥次郎 |
| 2018/04/29 | 2019/07/132019/05/05 | #12            | 魔法手環           | 魯邦連者 巡邏連者                                        | ジェンコ・コパミーノ（詹科・寇帕米諾）（日野聰） | 2.7%       | 荒川稔久   | 杉原輝昭   |
| 2018/05/06 | 2019/07/202019/05/12 | #13            |                    | 魯邦連者 巡邏連者                                        | ナイーヨ・カパジャー（奈兒・卡帕潔）（新井里美） | 3.3%       | 荒川稔久   | 杉原輝昭   |
| 2018/05/13 | 2019/07/272019/05/19 | #14            |                    | 巡邏連者                                                 | トゲーノ・エイブス（托葛諾・艾布斯）（吉野裕行/曹啟謙） オドード・マキシモフ（奧鐸特・馬奇希莫福）（海上學彦） アニダラ・マキシモフ（阿尼達拉・馬奇希莫福）（松田健一郎）     | 3.1%       | 香村純子   | 加藤弘之   |
| 2018/05/20 | 2019/08/032019/05/26 | #15            |                    | 魯邦連者 巡邏連者                                        | トゲーノ・エイブス（托葛諾・艾布斯）（吉野裕行） | 2.4%       | 香村純子   | 加藤弘之   |
| 2018/05/27 | 2019/08/102019/06/02 | #16            |                    | 魯邦連者 巡邏連者                                        | マンタ・バヤーシ（曼達・巴亞希）（檜山修之） | 2.6%       | 荒川稔久   | 渡邊勝也   |
| 2018/06/03 | 2019/08/172019/06/09 | #17            |                    | 魯邦連者 巡邏連者                                        | ネロー・キルナー（涅羅・奇魯那）（置鮎龍太郎） | 2.8%       | 荒川稔久   | 渡邊勝也   |
| 2018/06/10 | 2019/08/242019/06/16 | #18            | 收藏品的秘密       | 魯邦連者 巡邏連者                                        | アニダラ・マキシモフ（阿尼達拉・馬奇希莫福）（松田健一郎） | 2.6%       | 金子香緒里 | 中澤祥次郎 |
| 2018/06/17 | 2019/08/312019/06/23 | #19            | 違反命令的代價     | 巡邏連者                                                 | スダル・ウルキュー（史達爾・烏魯丘）（鹽口量平） | 2.5%       | 荒川稔久   | 中澤祥次郎 |
| 2018/06/24 | 2019/09/072019/06/30 | #20            |                    | 魯邦連者 巡邏連者 快盜X/巡邏連X                          | ザルダン・ホウ（札爾丹・霍）（千葉一伸） | 3.4%       | 香村純子   | 加藤弘之   |
| 2018/07/01 | 2019/09/142019/07/07 | #21            |                    | 魯邦連者 巡邏連者 快盜X/巡邏連X                          | ガバット・カババッチ（加巴特・卡巴巴奇）（長嶝高士） | 3.2%       | 香村純子   | 加藤弘之   |
| 2018/07/08 | 2019/09/212019/07/14 | #22            |                    | 魯邦連者：快盜紅、快盜藍 巡邏連者：巡逻2號 快盜X/巡邏連X | デメラン・ヤトミス（迪美藍・亞特米斯）（高戶靖廣） ゴーラム（紫）（戈蘭姆（紫））                                                                                             | 2.5%       | 香村純子   | 渡邊勝也   |
| 2018/07/15 | 2019/09/282019/07/21 | #23            |                    | 魯邦連者 快盜X/巡邏連X                                   | ウシバロック・ザ・ブロウ（沃西巴洛克・札・布洛）（大塚圭 / 竹本英史） ギーウィ・ニューズィー（奇威・紐吉）（枝川吉範） ライモン・ガオルファング（萊門・加奧芬格）（江川央生） | 2.8%       | 香村純子   | 渡邊勝也   |
| 2018/07/22 | 2019/10/052019/07/28 | #24            |                    | 魯邦連者 巡邏連者 快盜X/巡邏連X                          | ギーウィ・ニューズィー（奇威・紐吉）（枝川吉範） ライモン・ガオルファング（萊門・加奧芬格）（江川央生）                                                                       | 2.2%       | 香村純子   | 中澤祥次郎 |
| 2018/07/29 | 2019/10/122019/08/04 | #25            |                    | 魯邦連者 巡邏連者 快盜X/巡邏連X                          | ライモン・ガオルファング（萊門・加奧芬格）（江川央生） ザミーゴ・デルマ（柴明哥・戴爾馬）（入江甚儀）                                                                         | 2.7%       | 香村純子   | 中澤祥次郎 |
| 2018/08/05 | 2019/10/192019/08/11 | #26            |                    | 魯邦連者 巡邏連者 快盜X/巡邏連X                          | グリスト・ロイド（奎斯特・洛伊德）（井上賢嗣） | 1.8%       | 大和屋曉   | 加藤弘之   |
| 2018/08/12 | 2019/10/262019/08/18 | #27            |                    | 魯邦連者 巡邏連者 快盜X/巡邏連X                          | ピョードル（妙德）（深澤敦） | 2.5%       | 大和屋曉   | 加藤弘之   |
| 2018/08/19 | 2019/11/022019/08/25 | #28            |                    | 魯邦連者 巡邏連者 快盜X/巡邏連X                          | リューグ・タマテバッコ（榮格・塔瑪特巴克）（鹽屋浩三） | 2.8%       | 香村純子   | 杉原輝昭   |
| 2018/08/26 | 2019/11/092019/09/01 | #29            |                    | 巡邏連者：巡邏連1號                                      | ゴーシュ・ル・メドゥ（葛修・露・梅鐸）（竹達彩奈） 改造ポーダマン（改造波達曼）                                                                                               | 2.1%       | 金子香緒里 | 杉原輝昭   |
| 2018/09/02 | 2019/11/162019/09/08 | #30            |                    | 魯邦連者 巡邏連者 快盜X/巡邏連X                          | カンクス・ブチルメルカプタン（康庫斯・布奇魯梅魯卡普坦）（大西健晴） | 3.4%       | 香村純子   | 杉原輝昭   |
| 2018/09/09 | 2019/11/232019/09/15 | #31            |                    | 魯邦連者 巡邏連者 快盜X/巡邏連X                          | 改造ポーダマン（改造波達曼） ゴーラム（緑）（戈蘭姆（綠）） ヨシー・ウラザー（耀西・烏拉薩）（松野太紀） （實驗體）                                                           | 3.5%       | 大和屋曉   | 渡邊勝也   |
| 2018/09/16 | 2019/11/302019/09/22 | #32            |                    | 魯邦連者 巡邏連者 快盜X/巡邏連X                          | （實驗體） | 2.6%       | 大和屋曉   | 渡邊勝也   |
| 2018/09/23 | 2019/12/072019/09/29 | #33            | 我們是少年快盜團   | 巡邏連者 快盜X/巡邏連X                                   | エンヴィ・チルダ（恩微・切爾達）（白鳥哲） | 2.9%       | 香村純子   | 加藤弘之   |
| 2018/09/30 | 2019/12/142019/10/06 | #34            |                    | 魯邦連者 巡邏連者 快盜X/巡邏連X                          | ケルベーロ・ガンガン（可魯貝洛・岡岡）（稻田徹） | 2.7%       | 香村純子   | 加藤弘之   |
| 2018/10/07 | 2019/12/212019/10/13 | #35            |                    | 魯邦連者 巡邏連者 快盜X/巡邏連X                          | ドリューン・サンブ（多龍・桑布）（岸尾大輔） | 2.4%       | 香村純子   | 杉原輝昭   |
| 2018/10/14 | 2019/12/282019/10/20 | #36            |                    | 魯邦連者 巡邏連者 快盜X/巡邏連X                          | ペッカー・ツエッペリン（貝卡・茲耶佩林）（大堀浩一） | 3.2%       | 金子香緒里 | 杉原輝昭   |
| 2018/10/21 | 2020/01/042019/10/27 | #37            |                    | 魯邦連者 巡邏連者 快盜X/巡邏連X                          | ヤドガー・ゴーホム（亞特伽・戈荷姆）（田村健亮） | 2.8%       | 香村純子   | 中澤祥次郎 |
| 2018/10/28 | 2020/01/112019/11/03 | #38            | 來自宇宙的收藏品   | 魯邦連者 巡邏連者 快盜X/巡邏連X                          | イセロブ・スターフライド（伊賽羅布・斯塔夫萊德）（真殿光昭） ジャネーク・ソーサー（傑內克・索沙）（松山鷹志） ゴーラム（黒） （戈蘭姆（黑））                                 | 2.1%       | 香村純子   | 中澤祥次郎 |
| 2018/11/11 | 2020/01/182019/11/10 | #39            |                    | 魯邦連者 巡邏連者 快盜X/巡邏連X                          | イセロブ・スターフライド（伊賽羅布・斯塔夫萊德）（蜂須賀祐一 / 真殿光昭） ザミーゴ・デルマ（柴明哥・戴爾馬）（入江甚儀）                                                      | 3.1%       | 香村純子   | 渡邊勝也   |
| 2018/11/18 | 2020/02/012019/11/17 | #40            |                    | 魯邦連者 快盜X/巡邏連X                                   | ジュゴーン・マナッティ（裘根・瑪納提）（室園丈裕） | 2.8%       | 大和屋曉   | 渡邊勝也   |
| 2018/11/25 | 2020/02/082019/11/24 | #41            |                    | 魯邦連者 巡邏連者                                        | デストラ・マッジョ（戴斯特拉・瑪裘）（上田祐司） ゴーラム（剣）（戈蘭姆（劍））                                                                                               | 3.0%       | 香村純子   | 杉原輝昭   |
| 2018/12/02 | 2020/02/152019/12/01 | #42            |                    | 魯邦連者 巡邏連者 快盜X/巡邏連X                          | デストラ・マッジョ（戴斯特拉・瑪裘）（上田祐司） | 3.4%       | 香村純子   | 杉原輝昭   |
| 2018/12/09 | 2020/02/222019/12/08 | #43            | 歸來的男人         | 魯邦連者 巡邏連者 快盜X/巡邏連X                          | トカゲイル・ナクシャーク（托加蓋爾・納庫夏庫）（小倉敏博） | 3.3%       | 金子香緒里 | 中澤祥次郎 |
| 2018/12/16 | 2020/02/292019/12/15 | #44            |                    | 巡邏連者 快盜X/巡邏連X                                   | ナリズマ・シボンズ（納林佐瑪・希彭茲）（秦野浩孝 / 高階俊嗣） | 3.1%       | 金子香緒里 | 中澤祥次郎 |
| 2018/12/23 | 2020/03/072019/12/22 | #45            |                    | 魯邦連者 快盜X/巡邏連X                                   | サーモン・シャケキスタンチン（薩門・雪克奇斯坦奇恩）（津久井教生） | 3.6%       | 大和屋曉   | 中澤祥次郎 |
| 2019/01/06 | 2020/03/142019/12/29 | #46            |                    | 魯邦連者 快盜X/巡邏連X                                   | 改造ポーダマン（赤）（改造波達曼（赤））（佐藤貴史） | 3.3%       | 香村純子   | 葉山康一郎 |
| 2019/01/13 | 2020/03/212020/01/05 | #47            |                    | 魯邦連者 巡邏連者 快盜X/巡邏連X                          | ザミーゴ・デルマ（柴明哥・戴爾馬） （入江甚儀） ゴーシュ・ル・メドゥ （葛修・露・梅鐸）（竹達彩奈） ゴーラム（盾）（戈蘭姆（盾））                                            | 2.6%       | 香村純子   | 渡邊勝也   |
| 2019/01/20 | 2020/03/282020/01/12 | #48            |                    | 魯邦連者 巡邏連者 快盜X/巡邏連X                          | ドグラニオ・ヤーブン（道格拉尼奧・亞文）（宮本充） ゴーシュ・ル・メドゥ （葛修・露・梅鐸）（竹達彩奈） 実験体（黑）（實驗體（黑））                                           | 2.7%       | 香村純子   | 渡邊勝也   |
| 2019/01/27 | 2020/04/042020/01/19 | #49            | 身為快盜，身為警察 | 魯邦連者 巡邏連者 快盜X/巡邏連X                          | ドグラニオ・ヤーブン（道格拉尼奧・亞文）（宮本充） ザミーゴ・デルマ （柴明哥・戴爾馬）（入江甚儀）                                                                            | 2.3%       | 香村純子   | 杉原輝昭   |
| 2019/02/03 | 2020/04/112020/01/26 | #50            |                    | 魯邦連者 巡邏連者 快盜X/巡邏連X                          | ポーダマン（赤）（波達曼（赤）） ザミーゴ・デルマ （柴明哥・戴爾馬）（入江甚儀）                                                                                              | 2.8%       | 香村純子   | 杉原輝昭   |
| 2019/02/10 | 2020/04/182020/02/02 | #51 （最終話） |                    | 魯邦連者 巡邏連者 快盜X/巡邏連X                          | ドグラニオ・ヤーブン（道格拉尼奧・亞文）（宮本充） カーゼミー（卡傑米）（綠川光）                                                                                             | 4.0%       | 香村純子   | 杉原輝昭   |

## 音樂

### 主題曲
- 「 ルパンレンジャーVSパトレンジャー 」[166]
  - 作詞：藤林聖子／作曲、編曲：高木洋（Project.R）／演唱：Project.R（吉田達彥、吉田仁美）[167]
  - 這是超級戰隊首次，將兩組戰隊的主題曲，用二部合唱的方式呈現。

### 插曲
- 「 警察ガッタイム パトカイザー 」（#3、#7、#15、#19）
  - 作詞：藤林聖子 ／ 作曲・編曲：高木洋（Project.R） ／ 演唱：吉窪司（Project.R）
  - 巡邏凱撒的主題曲。

- 「 快盗ガッタイム ルパンカイザー 」（#4、#11、#13、#16）
  - 作詞：藤林聖子 ／ 作曲・編曲：高木洋（Project.R） ／ 演唱：吉田達彥（Project.R）
  - 魯邦凱撒的主題曲。

- 「 Chase You Up!パトレンジャー 」（#6、#15、#29、#31）
  - 作詞：藤林聖子 ／ 作曲・編曲：高木洋（Project.R） ／ 演唱：吉田仁美（Project.R）
  - 警察戰隊巡邏連者的主題曲。

- 「 ルパンレンジャー、ダイヤルを回せ 」（#6、#26、#41）
  - 作詞：藤林聖子 ／ 作曲・編曲：高木洋（Project.R） ／ 演唱：吉田達彥（Project.R）
  - 快盜戰隊魯邦連者的主題曲。

- 「ルパンレンジャー Here we go!」(#26、#34)
  - 作詞・作曲：高取ヒデアキ / 編曲：籠島裕昌 / 歌：ZETKI（Project.R）
  - 快盜戰隊魯邦連者的戰鬥曲。

- 「Searching for Truth」(#33)
  - 作詞・作曲：YOFFY / 編曲：大石憲一郎（Project.R） / 歌：サイキックラバー（Project.R）
  - 警察戰隊巡邏連者的戰鬥曲

- 「M・A・X POWER」(#20、#22-23)
  - 作詞：藤林聖子 / 作曲：高木洋 （Project.R） / 編曲：大石憲一郎（Project.R） / 歌：谷本貴義(Project.R)

- 「ダイヤライズ！ルパンマグナム」(#35)
  - 作詞：藤林聖子 / 作曲：間瀬公司 / 編曲：中畑丈治（Project.R） / 歌：幡野智宏(Project.R)

- 「哀愁のコレクション」
  - 作詞・作曲：Raizo.W / 編曲：中畑丈治（Project.R） / 歌：大西洋平（Project.R）

- 「ギャングラーズパラダイス」
  - 作詞：藤林聖子 ／ 作曲・編曲：高木洋（Project.R） ／ 歌：串田アキラ（Project.R）

- 「ビシバシ体操」
  - 作詞・作曲・編曲：三浦誠司（Project.R） / 歌：吉田仁美（Project.R） / コーラス：国際警察合唱団

- 「恋はmoon night mystery」(#27、#29)
  - 作詞・作曲：歌菜子 / 編曲：高藤大樹 / 歌：池田彩(Project.R)

### 角色曲
- 「氷の世界」
  - 作詞・作曲・編曲：大西洋平（Project.R） / 歌：夜野魁利（伊藤あさひ）

- 「誓い」
  - 作詞・作曲・編曲：谷本貴義（Project.R） / 歌：宵町透真（濱正悟）

- 「秘めた想い」(#17)
  - 作詞：藤林聖子 ／ 作曲・編曲：高木洋（Project.R） ／ 歌：早見初美花（工藤遥）

- 「Dear My Friends」
  - 作詞・作曲：YOFFY / 編曲：大石憲一郎（Project.R） ／ 歌：早見初美花（工藤遥）

- 「Keepin' Faith」
  - 作詞：Sofran Daichi ／ 作曲・編曲：村井大（Project.R） ／ 歌：朝加圭一郎（結木滉星）

- 「ヒーローは決して泣かない」
  - 作詞：横山涼 / 作曲・編曲：大石憲一郎（Project.R） ／ 歌：陽川咲也（横山涼）

- 「じゃがとんのうた」
  - 作詞：マイクスギヤマ / 作曲・編曲：高木洋（Project.R） ／ 歌：明神つかさ（奥山かずさ）

- 「ウィ！」
  - 作詞：井上望 / 作曲：藤木テツ / 編曲：中畑丈治（Project.R） / 歌：高尾ノエル（元木聖也）

## 其他相關媒體

### 劇場版
- 《快盜戰隊魯邦連者VS警察戰隊巡邏連者 en film》

本作的獨立劇場版，於2018年8月4日上映。
- 《魯邦連者VS巡邏連者VS九連者》

本作與《宇宙戰隊九連者》的VS劇場版，於2019年5月3日上映。
- 《劇場版 騎士龍戰隊龍裝者VS魯邦連者VS巡邏連者》

本作與《騎士龍戰隊龍裝者》的VS劇場版，於2020年2月8日上映。
- 《機界戰隊全開者 THE MOVIE 赤色戰鬥！全戰隊大集會！！》

本作為《機界戰隊全開者》的獨立劇場版，柴明哥・戴爾馬於本作中作為歷代怪人登場，2021年2月20日上映。
- 《機界戰隊全開者VS煌輝者VS前輩者》

本作為《機界戰隊全開者》和《魔進戰隊煌輝者》的VS劇場版，魯邦紅在本作中作為前輩戰士登場，於2022年4月29日上映。

### 電視特輯
- 《連續4週特別篇 超級戰隊最強對戰!!》

《超級戰隊系列》電視特別節目，在本作播完暨《騎士龍戰隊龍裝者》開播前播出，在此作品中巡邏連1號客串演出。

### 超戰鬥DVD
- 《快盜戰隊魯邦連者VS警察戰隊巡邏連者 ～GIRLFRIENDS ARMY～》


月刊雜誌《てれびくん》2018年8月號付錄的特別篇DVD，是以早見初美花（魯邦黃）與明神司紗（巡邏3號）兩人為主角的故事，亦是超級戰隊系史上首次雙女角為主演的原創故事。

### 網路動畫（WEB動画）
- 變身講座

YouTube BANDAI公式Channel配信的web動畫。
| 日文標題                               | 中文標題           | 登場人物   | 配信日期       |
| -------------------------------------- | ------------------ | ---------- | -------------- |
| ルパンレッド シークレットタイム        | 魯邦紅 秘密時間    | 夜野魁利   | 2018年 2月10日 |
| パトレン１号 マル秘ミッション          | 巡邏1號 秘密任務   | 朝加圭一郎 | 2018年 2月10日 |
| 『ルパンエックス・パトレンエックス編』 | 『魯邦X・巡邏X篇』 | 高尾諾爾   | 2018年 7月8日  |

### DATA CARDDASS（データカードダス）
『超級戰隊DATA CARDDASS 快盜戰隊魯邦連者VS警察戰隊巡邏連者』


## 超級英雄時間相關條目
- 2018春《假面騎士Build》（第22-49集）
- 2018秋《假面騎士ZI-O》（第1-29集）

## 海外播放

### 香港
香港無綫翡翠台於2019年2月17日至2020年2月2日期間每週日上午9時30分以雙語廣播播放粵語配音版和日語版，其中粵語配音版配上正體中文字幕經myTV SUPER網上直播及節目重溫，而網上直播及節目重溫則與電視播放版本同為雙語廣播，並加上可選繁體中文字幕。
| 香港 無綫翡翠台 星期日 09:30 - 10:00 | 香港 無綫翡翠台 星期日 09:30 - 10:00              | 香港 無綫翡翠台 星期日 09:30 - 10:00 |
| ------------------------------------ | ------------------------------------------------- | ------------------------------------ |
|                                      | 快盜戰隊VS警察戰隊 （2019年2月17日-2020年2月2日） |                                      |
| 花生動畫                             | 冰鎮企鵝仔                                        |                                      |

### 台灣
台灣東森幼幼台於2019年4月27日至2020年4月18日期間每週六上午7時30分首播國語配音版，並於隔週五下午4時重播。另外自2019年11月15日至2020年5月1日期間，網絡播放平台中華電信MOD以及Hami Video亦於每週五深夜12時發佈兩集。
| 台灣 東森幼幼台 星期六 07:30 - 08:00 | 台灣 東森幼幼台 星期六 07:30 - 08:00                               | 台灣 東森幼幼台 星期六 07:30 - 08:00 |
| ------------------------------------ | ------------------------------------------------------------------ | ------------------------------------ |
|                                      | 快盜戰隊魯邦連者VS警察戰隊巡邏連者 （2019年4月27日-2020年4月18日） |                                      |
| 小巴士TAYO                           | 可愛巧虎島                                                         |                                      |

## 外部連結
- 《快盜戰隊魯邦連者VS警察戰隊巡邏連者》 朝日官方網站 （页面存档备份，存于）（日語）
- 《快盜戰隊魯邦連者VS警察戰隊巡邏連者》 東映官方網站 （页面存档备份，存于）（日語）
- 《快盜戰隊魯邦連者VS警察戰隊巡邏連者》 Twitter （页面存档备份，存于）（日語）